# Wizyty zagraniczne premiera Donalda Tuska

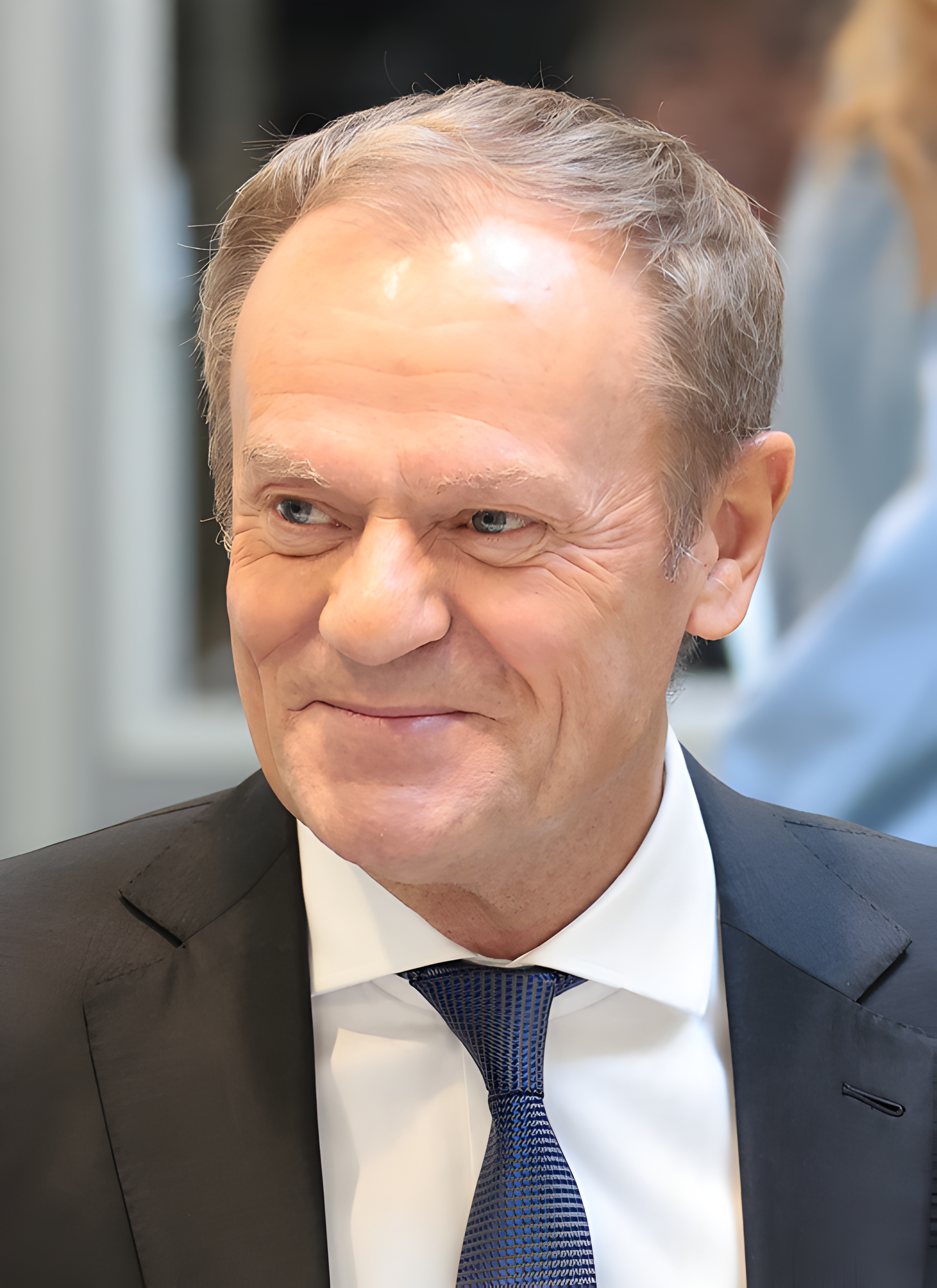
Prezes Rady Ministrów Donald Tusk (2023)

Poniższe tabele opisują spotkania premiera Polski Donalda Tuska z zagranicznymi politykami i przedstawicielami różnych organizacji w czasie pełnienia urzędu Prezesa Rady Ministrów w latach 2007–2014 i od 2023.

## Spotkania z szefami państw, rządów i instytucji międzynarodowych za granicą
| Liczba wizyt | Flaga i pełna nazwa państwa |
| ------------ | --- |
| 70           | Królestwo Belgii (w tym 55 razy na posiedzeniu Rady Europejskiej) |
| 20           | Republika Federalna Niemiec |
| 18           | Republika Francuska |
| 13           | Republika Czeska |
| 8            | Republika Słowacka |
| 6            | Węgry, Ukraina |
| 5            | Republika Chorwacji, Republika Włoska, Zjednoczone Królestwo Wielkiej Brytanii i Irlandii Północnej |
| 4            | Królestwo Hiszpanii, Rumunia, Republika Mołdawii, Republika Finlandii |
| 3            | Federacja Rosyjska, Islamska Republika Afganistanu, Republika Estońska, Państwo Watykańskie, Republika Litewska, Republika Serbii, Królestwo Szwecji |
| 2            | Państwo Izrael, Republika Łotewska, Królestwo Danii, Konfederacja Szwajcarska, Republika Portugalska, Stany Zjednoczone Ameryki, Wielkie Księstwo Luksemburga, Królestwo Norwegii, Królestwo Niderlandów |
| 1            | Republika Słowenii, Republika Chile, Republika Peru, Republika Iraku, Chińska Republika Ludowa, Państwo Katar, Państwo Kuwejt, Republika Malty, Republika Grecka, Republika Azerbejdżanu, Gruzja, Republika Armenii, Republika Indii, Socjalistyczna Republika Wietnamu, Republika Bułgarii, Republika Turcji, Republika Austrii, Czarnogóra, Republika Cypryjska, Państwo Zjednoczonych Emiratów Arabskich, Królestwo Arabii Saudyjskiej, Kanada, Republika Singapuru, Laotańska Republika Ludowo-Demokratyczna, Republika Kosowa, Federalna Republika Nigerii, Republika Południowej Afryki, Republika Zambii, Irlandia |

## Wizyty zagraniczne
| Lp.                                     | Data wizyty                             | Państwo                                       | Szczegóły | Inne informacje |
| Pierwszy rząd Donalda Tuska (2007–2011) | Pierwszy rząd Donalda Tuska (2007–2011) | Pierwszy rząd Donalda Tuska (2007–2011)       | Pierwszy rząd Donalda Tuska (2007–2011) | Pierwszy rząd Donalda Tuska (2007–2011) |
| --------------------------------------- | --------------------------------------- | --------------------------------------------- | --- | --- |
| 1                                       | 30 listopada 2007                       | Litwa                                         | Konsultacje premierów Polski i Litwy, spotkanie z prezydentem Litwy Valdasem Adamkusem, marszałkiem Seimasu i przedstawicielami opozycji. | Tematami rozmów były: współpraca w dziedzinie energetyki, infrastruktury i w ramach Unii Europejskiej. |
| 2                                       | 4 grudnia 2007                          | Belgia Unia Europejska                        | Premier Tusk spotkał się z: Premierem Belgii Guyem Verhofstadtem, Przewodniczącym Parlamentu Europejskiego Hansem Pötteringem, Przewodniczącym Komisji Europejskiej Jose M. Barroso, Sekretarzem Generalnym NATO Jaapem de Hoop Schefferem. | |
| 3                                       | 7 grudnia 2007                          | Włochy Watykan                                | Spotkanie z papieżem Benedyktem XVI, spotkanie z premierem Włoch Romano Prodim, spotkanie z kard. Tarcisio Bertone, sekretarzem stanu Stolicy Apostolskiej, złożenie kwiatów na grobie Jana Pawła II. | Premierowi towarzyszyła jego najbliższa rodzina oraz Władysław Bartoszewski. |
| 4                                       | 10 grudnia 2007                         | Czechy                                        | Spotkanie premierów państw z Grupy Wyszehradzkiej (Donald Tusk, Mirek Topolanek z Czech, Robert Fico ze Słowacji, Ferenc Gyurcsany z Węgier) i premiera Słowenii Janeza Janšy w Ostrawie. | Przedmiotem rozmów była kwestia niepodległości Kosowa oraz tarcza antyrakietowa w Polsce i w Czechach. |
| 5                                       | 11 grudnia 2007                         | Niemcy                                        | Spotkanie z niemieckim prezydentem Horstem Köhlerem i kanclerz Angelą Merkel. | Premierowi towarzyszył wiceprezes Rady Ministrów i minister gospodarki Waldemar Pawlak |
| 6                                       | 12 grudnia 2007                         | Francja                                       | Spotkanie z prezydentem Francji Nicolasem Sarkozym i premierem Françoisem Fillonem. | |
| 7                                       | 13–14 grudnia 2007                      | Portugalia Belgia Unia Europejska             | Ceremonia podpisania Traktatu reformującego UE w Lizbonie, Zgromadzenie Rady Europejskiej w Brukseli. | Premierowi towarzyszyli Prezydent RP Lech Kaczyński (w Portugalii) i minister spraw zagranicznych Radosław Sikorski (w Belgii i Portugalii). |
| 8                                       | 10 stycznia 2008                        | Czechy                                        | Konsultacje premierów Polski i Czech Donalda Tuska i Mirka Topolanka dotyczące współpracy w ramach Grupy Wyszehradzkiej oraz instalacji elementów amerykańskiej tarczy antyrakietowej w obu krajach. | |
| 9                                       | 18 stycznia 2008                        | Słowacja                                      | Spotkanie premierów Polski i Słowacji Donalda Tuska i Roberta Fico. | |
| 10                                      | 8 lutego 2008                           | Rosja                                         | Spotkanie z prezydentem Władimirem Putinem i premierem Wiktorem Zubkowem oraz kandydatem na prezydenta Dmitrijem Miedwiediewem. | Premierowi towarzyszył minister spraw zagranicznych Radosław Sikorski. |
| 11                                      | 9–10 marca 2008                         | Stany Zjednoczone                             | Spotkanie z prezydentem George’em Bushem poświęcone sprawom bezpieczeństwa i instalacji elementów tarczy antyrakietowej w Polsce. Oprócz tego spotkanie z Polonią mieszkającą w Stanach Zjednoczonych, prof. Zbigniewem Brzezińskim i sekretarzem generalnym ONZ Ban Ki-Moonem. | minister spraw zagranicznych Radosław Sikorski towarzyszył premierowi. |
| 12                                      | 13–14 marca 2008                        | Belgia Unia Europejska                        | Spotkanie liderów UE w Brukseli podczas posiedzenia Rady Europejskiej, spotkania z: prezydentem Ukrainy Wiktorem Juszczenką, kanclerz Niemiec Angelą Merkel. | Minister spraw zagranicznych Radosław Sikorski towarzyszył premierowi. |
| 13                                      | 20 marca 2008                           | Słowenia                                      | Spotkanie z premierem Janezem Janszą i Danilo Türkiem. | Rozmowa dotyczyła tematu Traktatu reformującego UE |
| 14                                      | 27–28 marca 2008                        | Ukraina                                       | Konsultacje premierów Polski i Ukrainy: Donalda Tuska i Julii Tymoszenko, spotkanie z prezydentem Wiktorem Juszczenką, spotkanie z przewodniczącym Werchownej Rady Arsenijem Jaceniukiem, złożenie wieńców pod grobami ofiar NKWD w Bykowni oraz pomnikiem ofiar wielkiego głodu, spotkanie z Polonią. | Premierzy obu państw rozmawiali o szczegółowej współpracy organizacji EURO 2012 |
| 15                                      | 9–10 kwietnia 2008                      | Izrael                                        | Premier Tusk spotkał się z: prezydentem Izraela Szimonem Peresem oraz szefem rządu Ehudem Olmertem. Oprócz tego premier rządu złożył wizytę w Jad Waszem | Tematem rozmów była m.in. reprywatyzacja. |
| 16                                      | 14 maja–19 maja 2008                    | Peru Chile                                    | Udział w szczycie UE – Ameryka Łacińska i Karaiby. Spotkania z Polonią mieszkającą w Ameryce Łacińskiej. Spotkania m.in. z prezydentem Peru Garcią Pérezem, prezydentem Brazylii Lulą da Silvą, prezydentem Meksykańskich Stanów Zjednoczonych Felipem Calderónem, prezydentem Kolumbii Álvaro Uribe i prezydent Chile Michelle Bachelet. | W trakcie wizyty w Peru 14 maja 2008 podpisano Umowę o współpracy w dziedzinie turystyki. Premierowi towarzyszyła żona. |
| 17                                      | 4 czerwca 2008                          | Łotwa                                         | Szczyt Rady Państw Morza Bałtyckiego. Spotkanie z premierem Norwegii Jensem Stoltenbergiem i premierem rządu Szwecji Fredrikiem Reinfeldtem. | |
| 18                                      | 16 czerwca 2008                         | Czechy                                        | Szczyt VG w Pradze z udziałem premierów Polski, Czech, Słowacji i Węgier oraz prezydenta Francji Nicolasa Sarkozy’ego. | |
| 19                                      | 19–20 czerwca 2008                      | Belgia Unia Europejska                        | Udział w szczycie Rady Europejskiej (liderów państw) w Brukseli. | Tematami rozmów była m.in. kwestia dalszych losów traktatu lizbońskiego oraz inicjatywa Partnerstwa Wschodniego |
| 20                                      | 1 września 2008                         | Belgia Unia Europejska                        | Udział w nadzwyczajnym zebraniu Rady Europejskiej w Brukseli poświęconej sytuacji na Kaukazie. | Premier wziął udział w szczycie wspólnie z prezydentem Lechem A. Kaczyńskim i ministrem spraw zagranicznych Radosławem Sikorskim. |
| 21                                      | 5 września 2008                         | Niemcy                                        | Donald Tusk złożył wizytę w Dolnej Saksonii. Szef polskiego rządu przebywał tam na zaproszenie przewodniczącego Parlamentu Europejskiego Hansa-Gerta Pötteringa. Wizyta poświęcona była sprawom związanym z polityką europejską. | |
| 22                                      | 17 września 2008                        | Szwecja                                       | Spotkanie z premierem Szwecji Fredrikiem Reinfeldtem. Spotkanie z Polakami mieszkającymi w Szwecji. | Przedmiotem rozmów były relacje Unia Europejska – Rosja, bezpieczeństwo energetyczne, współpraca regionalna i sytuacja na Kaukazie. |
| 23                                      | 19 września 2008                        | Ukraina                                       | Spotkanie z premier Ukrainy Julią Tymoszenko i prezydentem Wiktorem Juszczenką. | Tematem rozmów były: sytuacja wewnętrzna na Ukrainie, organizacja Mistrzostw Europy w Piłce Nożnej i współpraca bilateralna. |
| 24                                      | 8 października 2008                     | Hiszpania                                     | Premier Tusk przewodniczył polskiej delegacji podczas konsultacji międzyrządowych w Kordobie, gdzie spotkał się z premierem Hiszpanii J. L. R. Zapatero. | |
| 25                                      | 9 października 2008                     | Francja Niemcy                                | Spotkanie z prezydentem Nicolą Sarkozym; spotkanie konsultacyjne z kanclerz Niemiec Angelą Merkel. | Głównymi tematami rozmów były: pakiet klimatyczno-energetyczny, sytuacja ekonomiczna UE w kontekście światowego kryzysu finansowego oraz kwestie związane z bezpieczeństwem dostaw energii. |
| 26                                      | 14–16 października 2008                 | Belgia Unia Europejska                        | Udział w szczycie Rady Europejskiej w Brukseli. | Przedmiotem rozmów były: pakiet energetyczno-klimatyczny i kryzys finansowy. Premierowi towarzyszyli prezydent Lech Kaczyński, minister spraw zagranicznych Radosław Sikorski i minister finansów Jan Vincent Rostowski |
| 27                                      | 22–25 października 2008                 | Chiny                                         | Udział w szczycie Unia Europejska – Azja w Pekinie. Udział w Polsko-Chińskim Forum Gospodarczym w Szanghaju. Spotkanie z przewodniczącym ChRL Hu Jintao, premierem rządu ChRL Wen Jiabao. Spotkanie z prezydentem Indonezji Susilo Bambang Yudhoyono i premierem Danii Andersem F. Rasmussenem, rozmowy z prezydentem Korei Południowej Lee Myung-bakiem, premierem Pakistanu Yousaf Raza Gilanim, premierem Wietnamu Nguyễn Tấn Dũngem i premierem Singapuru Lee Hsien Loongiem. | Premierowi towarzyszyli m.in. minister infrastruktury Cezary Grabarczyk i wiceminister gospodarki Adam Szejnfeld. Tematy obrad szczytu koncentrowały się na międzyregionalnych kwestiach gospodarczych, m.in. wymianie handlowej i inwestycjach oraz bezpieczeństwie żywności. Poruszone też były kwestie bezpieczeństwa energetycznego, zmian klimatycznych i spójności społecznej, współpracy kulturalnej i sprawy dialogu między-cywilizacyjnego. Podczas rozmów bilateralnych głównymi tematami była współpraca gospodarcza, ochrona środowiska i kryzys finansowy. |
| 28                                      | 12 listopada 2008                       | Niemcy                                        | Spotkanie z prezesem Europejskiego Banku Centralnego Jean-Claude’em Trichetem dotyczące wprowadzenia w Polsce waluty euro. | |
| 29                                      | 13 listopada 2008                       | Francja                                       | Spotkania z prezydentem Francji Nicolasem Sarkozym dotyczące unijnej polityki energetycznej i stosunków UE–Rosja. | |
| 30                                      | 17–19 listopada 2008                    | Katar Kuwejt                                  | Donald Tusk spotkał się m.in. z: premierem Kuwejtu Nasirem al-Muhammadem al-Ahmadem as-Sabahem i z emirem Kuwejtu Sabahem al-Ahmadem al-Dżabirem as-Sabahem | Tematem rozmów była dwustronna współpraca gospodarcza. |
| 31                                      | 24 listopada 2008                       | Wielka Brytania                               | Premier Donald Tusk spotkał się z szefem rządu Wielkiej Brytanii Gordonem Brownem. | Rozmowa obu premierów dotyczyła pakietu klimatyczno-energetycznego oraz kryzysu finansowego. |
| 32                                      | 11–12 grudnia 2008                      | Belgia Unia Europejska                        | Udział w szczycie Rady Europejskiej w Brukseli. | Tematem szczytu będzie pakiet energetyczno-klimatyczny i Traktat Lizboński. W skład delegacji weszli też: prezydent Lech Kaczyński, minister spraw zagranicznych Radosław Sikorski, minister finansów Jan Vincent Rostowski oraz wiceminister gospodarki Marcin Korolec. |
| 33                                      | 8 stycznia 2009                         | Słowacja                                      | Spotkanie premierów państw Grupy Wyszehradzkiej i udział w uroczystościach związanych z przyjęciem Słowacji do strefy euro. | Tematem spotkania szefów rządu był kryzys gazowy w Europie w związku z konfliktem między Ukrainą a Rosją. |
| 34                                      | 28–29 stycznia 2009                     | Szwajcaria                                    | Udział w Światowym Forum Ekonomicznym w Davos. Spotkanie z przywódcami Azerbejdżanu, Kataru, Rosji, Szwajcarii oraz Turcji. Spotkanie z przedstawicielami biznesu. | Przedmiotem rozmów był kryzys finansowy i gospodarczy na świecie. Premierowi towarzyszył minister finansów Jan Vincent Rostowski oraz prezes Narodowego Banku Polskiego Sławomir Skrzypek |
| 35                                      | 7 lutego 2009                           | Niemcy                                        | Udział w 41. Forum Polityki Bezpieczeństwa w Monachium. Spotkanie z wiceprezydentem Stanów Zjednoczonych Joe Bidenem i kanclerz RFN Angelą Merkel. Tematem rozmów była przyszłość tarczy antyrakietowej. polityki bezpieczeństwa i przyszłości NATO. | Premierowi towarzyszył minister spraw zagranicznych Radosław Sikorski |
| 36                                      | 27 lutego 2009                          | Niemcy                                        | Premier spotkał się w Hamburgu z kanclerz Angelą Merkel. Tematem spotkania był kryzys gospodarczy. | |
| 37                                      | 1 marca 2009                            | Belgia Unia Europejska                        | Tematem szczytu był kryzys finansowy. Premier spotkał się z szefami państw Grupy Wyszehradzkiej i przewodniczącym Komisji Europejskiej Jose M. Barroso. | Premierowi towarzyszył minister finansów Jan Vincent Rostowski oraz szef Urzędzie Komitetu Integracji Europejskiej Mikołaj Dowgielewicz i zastępca Kancelarii Prezydenta RP Władysław Stasiak. |
| 38                                      | 19–20 marca 2009                        | Belgia Unia Europejska                        | Udział w posiedzeniu Rady Europejskiej dotyczącej spraw gospodarczych i polityki wschodniej UE. Spotkanie z liderami EPP oraz premier Ukrainy Julią Tymoszenko. | Premier uczestniczył w szczycie wspólnie z prezydentem Lechem Kaczyńskim. |
| 39                                      | 5 kwietnia 2009                         | Czechy Unia Europejska                        | Udział w szczycie Unia Europejska–Stany Zjednoczone. Spotkanie z prezydentem Stanów Zjednoczonych Barackiem Obamą. | Premierowi towarzyszył prezydent Kaczyński. |
| 40                                      | 17–18 kwietnia 2009                     | Estonia Finlandia                             | Spotkanie z premierem Estonii Andrusem Ansipem i prezydentem Toomasem Hendrik Ilvesem i premierem Finlandii Mattim Vanhanenem. Tematem rozmów było Partnerstwo Wschodnie i kryzys gospodarczy | |
| 41                                      | 7 maja 2009                             | Czechy Unia Europejska                        | Udział w szczycie liderów państw Unii Europejskiej dotyczącego Wschodniego Partnerstwa. | Premierowi towarzyszył minister spraw zagranicznych Radosław Sikorski |
| 42                                      | 18–19 czerwca 2009                      | Belgia Unia Europejska                        | Udział w posiedzeniu Rady Europejskiej. Spotkanie z premierem Włoch Silvio Berlusconi, rozmowa dotyczyła negocjacji w sprawie kandydatury Jerzego Buzka i Mario Mauro na przewodniczącego Parlamentu Europejskiego | Premier uczestniczył w szczycie wspólnie z prezydentem Lechem Kaczyńskim i minister spraw zagranicznych Radosławem Sikorskim. |
| 43                                      | 10 lipca 2009                           | Ukraina                                       | Spotkanie z premier Ukrainy Julią Tymoszenko | Rozmowy dotyczyły współpracy ekonomicznej, małego ruchu granicznego, euroatlantyckich aspiracji Kijowa oraz spraw związanych z organizacją Mistrzostw Europy w Piłce Nożnej Euro 2012. |
| 44                                      | 12 lipca 2009                           | Niemcy                                        | Spotkanie z przewodniczącym Parlamentu Europejskiego Hansem-Gertem Pötteringiem. | Premierowi towarzyszył kandydat na przewodniczącego PE Jerzy Buzek |
| 45                                      | 8 sierpnia 2009                         | Francja                                       | Spotkanie z premierem, ministrem spraw zagranicznych Kataru szejkiem Hamadem ibn Dżasimem Al Sanim. Rozmowy dotyczyły współpracy gospodarczej oraz planowanej inwestycji związanej z zapewnieniem bezpieczeństwa energetycznego. | Premierowi towarzyszył Minister Skarbu Państwa Aleksander Grad |
| 46                                      | 17–18 września 2009                     | Belgia Unia Europejska                        | Posiedzenie Rady Europy w sprawie wspólne stanowisko na przyszłotygodniowy szczyt państw grupy G-20. | Premier spotkał się z przewodniczącym Parlamentu Europejskiego Jerzym Buzkiem. |
| 47                                      | 19 września 2009                        | Holandia                                      | Premier spotkał się z premierem Holandii Janem Peterem Balkenendem i wziął udział w obchodach 65. rocznicy operacji „Market Garden” w holenderskim Driel. | |
| 48                                      | 19 października 2009                    | Belgia                                        | Premier spotkał się z premierem Przewodniczącym Komisji Europejskiej Jose M. Barroso. Rozmowa dotyczyła Traktatu Lizbońskiego, budżetu UE oraz obsady stanowisk w Komisji Europejskiej dla Janusza Lewandowskiego. | |
| 49                                      | 22–23 października 2009                 | Malta Grecja                                  | Premier spotkał się z prezydentem Malty George’em Abelą i premierem Lawrence’em Gonzim oraz Grecji Jeoriosem Andreasem Papandreu. Rozmowy szefów rządów dotyczyły Traktatu Lizbońskiego oraz ochrony klimatu i wspólnym stanowiskiem Unii Europejskiej. | |
| 50                                      | 29–30 października 2009                 | Belgia Unia Europejska                        | Udział w posiedzeniu Rady Europejskiej. Tematy rozmów szefów rządów dotyczyły kwestii klimatycznych. premier spotkał się z szefami rządów państw Grupy Wyszehradzkiej | Premierowi towarzyszył Prezydent RP Lech Kaczyński, minister spraw zagranicznych Radosław Sikorski, minister finansów Jan Vincent Rostowski i oraz szef Urzędu Komitetu Integracji Europejskiej Mikołaj Dowgielewicz |
| 51                                      | 5 listopada 2009                        | Francja                                       | Spotkanie z prezydentem Nicolasem Sarkozym w ramach polsko-francuskich konsultacji międzyrządowych. | Tematem rozmów była współpraca w dziedzinie bezpieczeństwa i obronności, energetyki i ochrony środowiska, Równolegle odbyły się konsultacje ministrów gospodarki, kultury, spraw zagranicznych, obrony i środowiska. |
| 52                                      | 9 listopada 2009                        | Niemcy                                        | Udział w obchodach 20. rocznicy upadku Muru Berlińskiego. | |
| 53                                      | 19 listopada 2009                       | Belgia Unia Europejska                        | Udział w posiedzeniu Rady Europejskiej. Tematem szczytu była o obsadzie najwyższych stanowisk w Unii Europejskiej | Premierowi towarzyszył minister spraw zagranicznych Radosław Sikorski. |
| 54                                      | 10–11 grudnia 2009                      | Belgia Unia Europejska                        | Udział w posiedzeniu Rady Europejskiej. Tematy rozmów szefów rządów dotyczyły kwestii klimatycznych, emisji dwutlenku węgla. | Premierowi towarzyszył szef Urzędu Komitetu Integracji Europejskiej Mikołaj Dowgielewicz. |
| 55                                      | 17–18 grudnia 2009                      | Dania                                         | Uczestnictwo w szczycie klimatycznym w Kopenhadze. Tematem rozmów był plan zredukowania emisji dwutlenku węgla. | |
| 56                                      | 11 lutego 2010                          | Belgia Unia Europejska                        | Udział w szczycie Rady Europejskiej, Tematem szczytu będzie sytuacja gospodarcza. | |
| 57                                      | 24 lutego 2010                          | Węgry                                         | Spotkanie premiera z szefami rządów państw Grupy Wyszehradzkiej. | Udział w szczycie energetycznym. |
| 58                                      | 9–12 marca 2010                         | Azerbejdżan Gruzja Armenia                    | Premier Donald Tusk spotkał się z szefem rządu Azerbejdżanu Arturem Rasizadə i prezydentem Ilhamem Alijewem premierem Gruzji Nikalozem Gilauri i prezydentem Micheilem Saakaszwilim premierem Armenii Tigranem Sarkisjanem i prezydentem Serżem Sarkisjanem | Tematem rozmów premiera z przywódcami państw były partnerstwo wschodnie oraz polityka energetyczna |
| 59                                      | 25–26 marca 2010                        | Belgia Unia Europejska                        | Szczyt Rady Europejskiej ws. polityki ekonomicznej oraz pomocy finansowej dla Grecji | |
| 60                                      | 7 kwietnia 2010                         | Rosja                                         | Spotkanie premiera z szefem rządu Rosji Władimirem Putinem, rozmowa dotyczyła spraw bieżących. Udział obu premierów w uroczystościach 70-lecia zbrodni NKWD na polskich oficerach w Katyniu oraz w uroczystości wmurowania kamienia węgielnego pod cerkiew Zmartwychwstania Pańskiego na terenie rosyjskiej części kompleksu katyńskiego | Premierowi towarzyszyli m.in. minister obrony narodowej Bogdan Klich, minister sprawiedliwości Krzysztof Kwiatkowski, minister kultury i dziedzictwa narodowego Bogdan Zdrojewski i Sekretarz stanu w KPRM Sekretarz Kolegium ds. Służb Specjalnych Jacek Cichocki |
| 61                                      | 8 kwietnia 2010                         | Czechy                                        | Udział premiera Tuska w spotkaniu przywódców krajów Europy Środkowo-Wschodniej z prezydentem USA Barackiem Obamą. | Przedmiotem rozmów były kwestie bezpieczeństwa międzynarodowego oraz przyszłości NATO. |
| 62                                      | 13 maja 2010                            | Niemcy                                        | Premier spotkał się z Kanclerz Angelą Merkel i uczestniczył w uroczystości wręczenia Nagrody Karola Wielkiego w Akwizgranie | Premierowi towarzyszyli: były prezydent RP Aleksander Kwaśniewski oraz byli premierzy Tadeusz Mazowiecki, Józef Oleksy, Marek Belka, Kazimierz Marcinkiewicz |
| 63                                      | 9 czerwca 2010                          | Belgia Unia Europejska                        | Spotkanie delegacji polskiej pod przewodnictwem premierem rządu Donaldem Tuskiem z Kolegium Komisarzy UE pod przewodnictwem José Manuela Durão Barroso. | Tematami rozmów, obok priorytetów polskiej prezydencji, były: unijny budżet na lata 2014–2020, Wspólna Polityka Rolna i Polityka Spójności oraz reforma zarządzania gospodarczego. Premierowi towarzyszyła większość członków rządu, m.in.: wicepremier i minister gospodarki Waldemar Pawlak, minister spraw zagranicznych Radosław Sikorski, minister finansów Jan Vincent Rostowski, minister rolnictwa Marek Sawicki. |
| 64                                      | 17 czerwca 2010                         | Belgia Unia Europejska                        | Uczestnictwo w szczycie Rady Europejskiej. | Szczyt dotyczył problemów ekonomicznych Unii Europejskiej. |
| 65                                      | 9–10 lipca 2010                         | Chorwacja                                     | Udział w „Konferencji The Croatia Summit 2010” poświęconej Europie Południowo-Wschodniej w obliczu globalnych wyzwań. Spotkanie z premier chorwacką Jadranką Kosor. | |
| 66                                      | 20 lipca 2010                           | Węgry                                         | Szczyt przywódców państw Grupy V4. Spotkanie z premierem Czech Petrem Nečasem. | Tematem szczytu były zagadnienia gospodarcze i europejskie. |
| 67                                      | 28 lipca 2010                           | Czechy                                        | Uroczystości wręczenia premierowi rządu RP Donaldowi Tuskowi nagrody im. Vaška i Anny Marii Polák. | |
| 68                                      | 6–10 września 2010                      | Wietnam Indie                                 | Udział w polsko-indyjskim forum inwestycyjnym w Bangalore Spotkanie z premierem rządu Indii Manmohanem Singhem, prezydent Pratibhą Devisingh Patil, wiceprezydentem Mohammadem Hamidem Ansarim, przewodniczącą Indyjskiego Kongresu Narodowego Sonią Gandhi i szefową opozycji Sushmą Swaraj. Spotkanie z przedstawicielami indyjskiego biznesu. Wizyta w ośrodku dla niewidomych dzieci prowadzony przez siostry Franciszkanki Służebnice Krzyża „Jyothi Seva” (hind. Służba Światu) w Bangalore. Spotkanie z premierem Wietnamu Nguyễn Tấn Dũngem. | Rozmowy dotyczyły głównie współpracy gospodarczej oraz inwestycji ekonomicznych, a także współpracy w dziedzinie nauki, kultury i edukacji. Premierowi towarzyszyła żona. |
| 69                                      | 16 września 2010                        | Belgia Unia Europejska                        | Udział w szczycie Rady Europejskiej w Brukseli. Spotkanie z przywódcami państw V4 oraz Przewodniczącym Parlamentu Europejskiego Jerzym Buzkiem. | |
| 70                                      | 4 października 2010                     | Belgia                                        | Udział w szczycie ASEM (Europa-Azja) w Brukseli | |
| 71                                      | 13 października 2010                    | Bułgaria                                      | Spotkanie z premierem Bułgarii Bojko Borisowem. | Przedmiotem rozmów była współpraca gospodarcza na poziomie bilateralnym i europejskim, a także priorytety polskiej prezydencji w Unii Europejskiej (2011) i Partnerstwo Wschodnie. |
| 72                                      | 29 października 2010                    | Belgia Unia Europejska                        | Premier uczestniczył w posiedzeniu Rady Europejskiej. Spotkał się też z przywódcami państw V4. | Tematem szczytu była współpraca gospodarcza, stosunki ze strategicznymi partnerami UE i sprawy związane z ochroną klimatu. |
| 73                                      | 6 grudnia 2010                          | Niemcy                                        | Udział w X Polsko-Niemieckich Konsultacjach Międzyresortowych pod przewodnictwem szefów rządów Polski i Niemiec. | Tematem rozmów będą: dwustronna współpraca gospodarcza, polityka energetyczna Unii Europejskiej oraz sytuacja gospodarcza w Europie. Premierowi będzie towarzyszyć delegacja 9 ministerstw: spraw zagranicznych, gospodarki, finansów, rozwoju regionalnego, pracy i polityki społecznej, rolnictwa i rozwoju wsi, infrastruktury, sprawiedliwości oraz nauki i szkolnictwa wyższego. Równolegle ze spotkaniem szefów rządów będą toczyć się rozmowy na szczeblu ministrów.                                                                                             |
| 74                                      | 8–9 grudnia 2010                        | Turcja                                        | Rozmowy premierów Polski i Turcji: Donalda Tuska i Recepa Tayyipa Erdoğana dotyczące współpracy gospodarczej. Spotkanie z przewodniczącym Zgromadzenia Narodowego Mehmetem Ali Şahinem i prezydentem Abdullahem Gülem. Udział w Polsko-Tureckim Forum Biznesowym. | Premierowi towarzyszyła żona. |
| 75                                      | 16–17 grudnia 2010                      | Belgia Unia Europejska                        | Premier Tusk reprezentował Polskę w szczycie Rady Europejskiej. Spotkanie z szefami rządów Grupy V4. | Tematem szczytu były kwestie gospodarcze. |
| 76                                      | 31 stycznia 2011                        | Belgia                                        | Premier Tusk wziął udział w V Forum Kohezyjnym, które będzie dotyczyło polityki spójności po 2013 roku. Spotkał się z Przewodniczącym Komisji Europejskiej Jose M. Barroso | |
| 77                                      | 3–4 lutego 2011                         | Belgia Unia Europejska                        | Premier reprezentował Polskę na szczycie Rady Europejskiej poświęconym polityce energetycznej. Nadto odbyło się spotkanie przywódców państw Grupy Wyszehradzkiej. | |
| 78                                      | 15 lutego 2011                          | Słowacja                                      | Udział w Szczycie państw Grupy Wyszehradzkie z okazji 20-lecia jej istnienia. Tematem szczytu była polityka energetyczna Unii Europejskiej i sytuacja gospodarcza w Europie. | W szczycie wzięli udział szefowie rządów Niemiec, Austrii i Ukrainy. |
| 79                                      | 23–24 lutego 2011                       | Izrael                                        | Konsultacje rządowe. Premier spotkał się z premierem Izraela Binjaminem Netanjahu. Rozmowy dotyczyły dwustronnej współpracy w dziedzinie gospodarki, wojskowości, ochrony zdrowia, edukacji, nauki i kultury. | Premierowi towarzyszyli m.in. minister obrony Bogdan Klich, minister spraw zagranicznych Radosław Sikorski, minister zdrowia Ewa Kopacz, minister edukacji Katarzyna Hall i minister Władysław Bartoszewski. |
| 80                                      | 25–26 lutego 2011                       | Norwegia                                      | Premier spotkał się z szefem rządu Norwegii Jensem Stoltenbergiem. Rozmowy dotyczyły współpracy gospodarczej, w tym polityki energetycznej. Premier spotkał się też z królem Norwegii Haraldem V. Oprócz rozmów premier kibicował polskim sportowcom biorących udział na Mistrzostwach Świata w Narciarstwie Klasycznym. | |
| 81                                      | 10–11 marca 2011                        | Hiszpania Belgia Unia Europejska              | Premier przewodniczył polskiej delegacji na VIII Szczyt Polsko-Hiszpański. Delegacje rozmawiały o stosunkach dwustronnych, współpracy gospodarczej i inwestycyjnej między krajami, a także o priorytetach polskiej prezydencji w UE. Ponadto poruszone zostały: Wieloletnie Ramy Finansowe UE na lata 2014–2020, Europejska Polityka Sąsiedztwa, polityka międzynarodowej Unii Europejskiej oraz sytuacja w Afryce Północnej.. Premier z Madrytu udał się do Brukseli gdzie wziął udział w specjalnym szczycie przywódców państw Unii Europejskiej poświęconym sytuacji w Libii                                                                         | W konsultacjach w Madrycie wzięli udział reprezentanci ministerstw: gospodarki, spraw zagranicznych, finansów, infrastruktury oraz polityki regionalnej. |
| 82                                      | 19 marca 2011                           | Francja                                       | Premier wziął udział w nadzwyczajnym szczycie państw Unii Europejskiej i Ligi Arabskiej dotyczącym sytuacji w Libii. | |
| 83                                      | 24–25 marca 2011                        | Belgia Unia Europejska                        | Premier reprezentował Polskę na szczycie Rady Europejskiej. Ponadto premier wziął udział w Trójstronnym Szczycie Społecznym. | Premierowi towarzyszyła minister pracy i polityki społecznej Jolanta Fedak |
| 84                                      | 29–30 marca 2011                        | Mołdawia                                      | Spotkanie z premierem Mołdawii Vladem Filatem i przewodniczącym parlamentu Marianem Lupu. | Rozmowy dotyczyły dwustronnej współpracy gospodarczej, integracji Mołdawii z Unią Europejską, polityki wizowej Unii Europejskiej oraz Partnerstwa Wschodniego. |
| 85                                      | 8 kwietnia 2011                         | Austria                                       | Premier spotkał się z Kanclerzem Austrii Warnerem Faymannem. Tematem rozmów była prezydencja Polski w UE, kryzys gospodarczy oraz polityka energetyczna. | |
| 86                                      | 13 kwietnia 2011                        | Ukraina                                       | Spotkanie z prezydentem Ukrainy Wiktorem Janukowyczem i premierem Mykołą Azarowem. | Tematem rozmów była dwustronna współpraca gospodarcza, współpracy przy organizacji Turnieju Finałowego Mistrzostw UEFA w Piłce Nożnej w 2012 roku, integracji Ukrainy z Unią Europejską oraz upamiętnieniu ofiar zbrodni komunistycznych. Premierowi towarzyszyli m.in. wicepremier i minister gospodarki Waldemar Pawlak, minister infrastruktury Cezary Grabarczyk i minister sportu i turystyki Adam Giersz. |
| 87                                      | 18 kwietnia 2011                        | Wielka Brytania                               | Spotkanie z premierem UK Davidem Cameronem. | Premierzy dyskutowali na temat budżetu Unii Europejskiej na lata 2014–2020 oraz o priorytetach polskiej prezydencji w drugiej połowie 2011 r. Ponadto poruszono bieżącą sytuację na świecie, w tym wojnę w Libii. |
| 88                                      | 5–7 maja 2011                           | Czarnogóra Serbia Chorwacja                   | Spotkanie z premierem Czarnogóry Igorem Lukšiciem. Spotkanie z prezydentem Serbii Borysem Tadiciem i premierem Serbii Mirko Cvetkoviciem. Spotkanie z premier Chorwacji Jadranką Kosor i prezydentem Chorwacji Ivo Josipoviciem. | Tematem rozmów jest integracja tych państw z Unią Europejską oraz współpraca ekonomiczna. |
| 89                                      | 23 maja 2011                            | Belgia Unia Europejska                        | Premier uczestniczył w uroczystościach otwarcia nowej siedziby Stałego Przedstawicielstwa RP w Brukseli. Szef rządu spotkał się z Przewodniczącym Komisji Europejskiej Jose M. Barroso, Przewodniczącym Rady Europejskiej Hermanem Van Rompuy’em Przewodniczącym Parlamentu Europejskiego Jerzym Buzkiem. | Premierowi towarzyszyli minister spraw zagranicznych Radosław Sikorski, minister obrony narodowej Bogdan Klich oraz wiceminister spraw zagranicznych Mikołaj Dowgielewicz. |
| 90                                      | 3 czerwca 2011                          | Francja                                       | Spotkanie premiera Tuska z prezydentem Francji Nicolą Sarkozy’ m dotyczące priorytetów polskiej prezydencji w Unii Europejskiej, budżetu UE na lata 2014–2020 oraz relacji dwustronnych. | |
| 91                                      | 16 czerwca 2011                         | Słowacja                                      | Udział w szczycie Grupy Wyszehradzkiej w Bratysławie dotyczącego polityki gospodarczej Unii Europejskiej i bieżących problemów międzynarodowych. | |
| 92                                      | 23–24 czerwca 2011                      | Belgia Unia Europejska                        | Premier reprezentował Polskę na szczycie Rady Europejskiej. Szefowie rządów państw Unii Europejskiej omawiali m.in. sytuację gospodarczą w Grecji, reformę strefy Schengen oraz przyjęcie Chorwacji do UE. | Premierowi towarzyszył minister finansów Jan Vincent Rostowski |
| 93                                      | 5–6 lipca 2011                          | Francja Unia Europejska                       | Wizyta premiera w Parlamencie Europejskim. Szef polskiego rządu przedstawił cele polskiej prezydencji. Premier spotkał się z Przewodniczącym Parlamentu Europejskiego Jerzym Buzkiem oraz przewodniczącymi frakcji politycznych | Premierowi towarzyszył minister finansów Jan Vincent Rostowski, minister rolnictwa Marek Sawicki, oraz wiceminister spraw zagranicznych Mikołaj Dowgielewicz. |
| 94                                      | 15 lipca 2011                           | Czechy                                        | Wizyta premiera w Pradze. Szef polskiego rządu spotkał się z premierem Czech Petrem Nečasem i prezydentem Václavem Klausem. Rozmowy dotyczyły priorytetów prezydencji Polski w Radzie Europy, współpracy w Grupie Wyszehradzkiej, unijnej polityki spójności oraz redukcji emisji dwutlenku węgla. | Premierowi towarzyszył minister obrony narodowej Bogdan Klich, minister infrastruktury Cezary Grabarczyk i minister rozwoju regionalnego Elżbieta Bieńkowska |
| 95                                      | 30 sierpnia 2011                        | Belgia                                        | Spotkanie z szefami najważniejszych instytucji Unii Europejskiej dotyczące kryzysy finansowego w strefie EURO oraz udział w brukselskich obchodach 31-lecia „Solidarności”. | |
| 96                                      | 1 września 2011                         | Francja                                       | Premier uczestniczył w konferencji „Przyjaciele Libii” dotyczącej pomocy dla państwa Libii w sferach gospodarczych i ustroju po zakończenie wojny w tym kraju. | |
| 97                                      | 4 września 2011                         | Litwa                                         | Spotkanie z premierem Litwy Andriusem Kubiliusem. Rozmowa dotyczyła napięć między oba państwami zwłaszcza w kontekście kontrowersyjnych posunięć rządu litewskiego wobec mniejszości polskiej na Litwie. Premier spotkał się też z polską Polonią. | |
| 98                                      | 12 września 2011                        | Belgia                                        | Premier spotkał się z przewodniczącym Rady Europejskiej Hermanem Van Rompuy’em. Na spotkaniu omówiono przygotowania do Szczytu Parterstwa Wschodniego, prace nad Traktatem Akcesyjnym dla Chorwacji oraz rozszerzenie Strefy Schengen o Bułgarię i Rumunię. | |
| 99                                      | 16 września 2011                        | Łotwa                                         | Uczestnictwo w spotkaniu VI Konferencji Ryskiej, wraz z premierami Litwy, Łotwy, Estonii i Finlandii. Konferencja dotyczyła kwestii bezpieczeństwa i spraw zagranicznych w regionie państw Morza Bałtyckiego. | |
| 100                                     | 17 września 2011                        | Chorwacja                                     | Spotkanie z premier Chorwacji Jadranką Kosor, oficjalne przekazanie projektu tekstu Traktatu Akcesyjnego przez polską prezydencję. | |
| 101                                     | 14 października 2011                    | Czechy                                        | Udział w szczycie wyszehradzkim dotyczącym budżetu UE, bezpieczeństwa energetycznego i Partnerstwa Wschodniego. | |
| 102                                     | 20 października 2011                    | Belgia Unia Europejska                        | Premier wziął udział w Konferencji Budżetowej UE. | |
| 103                                     | 23 października 2011                    | Belgia Unia Europejska                        | Tematem szczytu wzmocnienie zarządzania gospodarczego w strefie euro. | |
| 104                                     | 26 października 2011                    | Belgia Unia Europejska                        | Premier uczestniczył w specjalnym posiedzeniu Komisji Europejskiej poświęconej tematu rekapitalizacji banków w związku z kryzysem w strefie euro | Premierowi towarzyszył minister finansów Jan Vincent Rostowski |
| Drugi rząd Donalda Tuska (2011–2014)    |                                         |                                               | | |
| 105                                     | 8–9 grudnia 2011                        | Francja Belgia Unia Europejska                | W Marsylii Premier spotkał się z szefami państw i rządów z Europejskiej Partii Ludowej. Tematem spotkania było wypracowanie kompromisu przed szczytem Unii Europejskiej. Premier uczestniczył w specjalnym posiedzeniu Komisji Europejskiej poświęconej tematu kryzysu w strefie euro. | |
| 106                                     | 14–15 grudnia 2011                      | Francja Unia Europejska                       | Wizyta premiera w Parlamencie Europejskim. Szef polskiego rządu podsumował polską prezydencję. Premier spotkał się z Przewodniczącym Parlamentu Europejskiego Jerzym Buzkiem | |
| 107                                     | 11 stycznia 2012                        | Dania                                         | Premier wziął udział w uroczystości rozpoczęcia przewodnictwa Danii w Radzie Unii Europejskiej. | Premierowi towarzyszyli:minister spraw zagranicznych Radosław Sikorski oraz wiceminister spraw zagranicznych Mikołaj Dowgielewicz. |
| 108                                     | 18–19 stycznia 2012                     | Włochy                                        | Premier spotkał się z prezydentem Giorgio Napolitano i premierem Włoch Mario Montim. Rozmowy dotyczyły międzynarodowej umowy fiskalnej oraz sytuacji gospodarczej w Unii Europejskiej. | |
| 109                                     | 30 stycznia 2012                        | Belgia Unia Europejska                        | Posiedzenie Komisji Europejskiej w sprawie negocjacji paktu fiskalnego. Premier spotkał się z Przewodniczącym Parlamentu Europejskiego Martinem Schulzem, przewodniczącym Rady Europejskiej Hermanem Van Rompuy’em oraz z szefami rządów państw Grupy Wyszehradzkiej. | Premierowi towarzyszyli:minister finansów Jan Vincent Rostowski oraz wiceminister spraw zagranicznych Mikołaj Dowgielewicz. |
| 110                                     | 1–2 marca 2012                          | Belgia Unia Europejska                        | Posiedzenie Komisji Europejskiej. podpisanie Paktu fiskalnego. Premier spotkał się szefami rządów państw Grupy Wyszehradzkiej | |
| 111                                     | 17–18 kwietnia 2012                     | Cypr                                          | Premier spotkał się z prezydentem Cypru Dimitrisem Christofiasem. Tematem spotkania była nadchodząca cypryjska prezydencja w Radzie Europy, kryzys gospodarczy, a także sytuacja polityczna w krajach wschodniej części Morza Śródziemnego | |
| 112                                     | 20–24 kwietnia 2012                     | Zjednoczone Emiraty Arabskie Arabia Saudyjska | Premier spotkał się z przedstawicielami najwyższych władz obu państw oraz środowiskami biznesowymi. | Premierowi towarzyszyła żona. |
| 113                                     | 13–16 maja 2012                         | Kanada                                        | Premier spotkał się z premierem Kanady Stephenem Harperem, Polonią kanadyjską oraz reprezentantami przemysłu. | Tematem rozmów premierów była dwustronna współpraca gospodarcza. |
| 114                                     | 24 maja 2012                            | Belgia Unia Europejska                        | Nieformalny szczyt Unii Europejskiej. Premier spotkał się z prezydentem Francji François Holland’em, Przewodniczącym Parlamentu Europejskiego Martinem Schulzem. Tematem szczytu były sprawy gospodarcze. | |
| 115                                     | 28–29 maja 2012                         | Włochy                                        | Spotkanie z premierem Italii Mario Montim oraz polsko-włoskie konsultacje międzyrządowe pod przewodnictwem premierów oby państw. | Premierowi towarzyszyli:minister spraw zagranicznych Radosław Sikorski, minister obrony narodowej Tomasz Siemoniak, minister kultury i dziedzictwa narodowego Bogdan Zdrojewski minister skarbu Mikołaj Budzanowski, minister rolnictwa Marek Sawicki i minister transportu Sławomir Nowak |
| 116                                     | 30–31 maja 2012                         | Niemcy                                        | Premier wziął udział w szczycie Rady Państw Morza Bałtyckiego w Stralsund. Tematem szczytu była współpraca energetyczna oraz przemiany demograficzne w regionie. W Berlinie premier odebrał nagrodę im. Walthera Rathenaua za zasługi na rzecz pogłębienia integracji europejskiej. | |
| 117                                     | 1 czerwca 2012                          | Rumunia                                       | Premier wziął udział w szczycie nieformalnej Grupy Przyjaciół Polityki Spójności. Tematem szczytu było poruszenie kwestii Wieloletnich Ramy Finansowych. Spotkał się z premierem Rumunii Victorem Pontą. Rozmowa obu premierów dotyczyła stosunków bilateralnych między państwami oraz energetyki w kontekście eksploatacji gazu łupkowego | |
| 118                                     | 22 czerwca 2012                         | Czechy                                        | Udział w szczycie Grupy Wyszehradzkiej w Pradze. Tematem szczytu był zbliżający się szczyt Unii Europejskiej w Brukseli oraz omówienie działań na rzecz polityki wzrostu gospodarczego, zatrudnienia i konkurencyjności Unii Europejskiej. Premier przedstawił plan polskiego przewodnictwa w Radzie Grupy Wyszehradzkiej | |
| 119                                     | 28–29 czerwca 2012                      | Belgia Unia Europejska                        | Posiedzenie Komisji Europejskiej było poświęcone wzmocnieniu unii gospodarczej i walutowej. Premier spotkał się także z szefami rządów państw Grupy Wyszehradzkiej oraz Przewodniczącym Parlamentu Europejskiego Martinem Schulzem | Premierowi towarzyszył minister finansów Jan Vincent Rostowski |
| 120                                     | 6 lipca 2012                            | Chorwacja                                     | Udział w „Konferencji The Croatia Summit 2012” poświęcona na wymianie doświadczeń przy budowaniu państwa demokratycznego i integracji europejskiej oraz współpracy regionalnej. Premier spotkał się z prezydentem Chorwacji Ivo Josipoviciem | |
| 121                                     | 4 sierpnia 2012                         | Szwajcaria                                    | Premier odebrał Europejską Nagrodę za wkład w dziedzinie stosunków europejskich. Szef polskiego rządu spotkał się z prezydentem Szwajcarii Eveline Widmer-Schlumpf. Rozmowa dotyczyła współpracy Szwajcarii z Unią Europejską. | |
| 122                                     | 5 października 2012                     | Słowacja                                      | Udział w Bratysławie w szczycie Grupy Przyjaciół Polityki Spójności. Tematem szczytu rola polityki spójności w tworzeniu miejsc pracy i wspomaganie wzrostu gospodarczego. Premier spotkał się z Przewodniczącym Parlamentu Europejskiego Martinem Schulzem | |
| 123                                     | 10 października 2012                    | Finlandia                                     | Spotkanie z premierem Finlandii Jyrki Katainenem. Rozmowa dotyczyła energetyki jądrowej oraz współpracy w regionach Morza Bałtyckiego | |
| 124                                     | 17 października 2012                    | Rumunia                                       | Premier wziął udział odbywającym się w Bukareszcie w kongresie Europejskiej Partii Ludowej. Tematem kongresu było omówienie zacieśnianiu eurolandu m.in. poprzez wspólnego nadzoru bankowego. Premier spotkał się z Przewodniczącym Komisji Europejskiej Jose M. Barroso | |
| 125                                     | 18–19 października 2012                 | Belgia Unia Europejska                        | Posiedzenie Komisji Europejskiej było poświęcone omówieniu budżetu Unii Europejskiej na lata 2014–2020 oraz omówienie wspólnego strategii nadzoru bankowego. Premier spotkał się z Przewodniczącym Parlamentu Europejskiego Martinem Schulzem i szefami państw Grupy Wyszehradzkiej. | |
| 126                                     | 4–7 listopada 2012                      | Singapur Laos                                 | Spotkanie z prezydentem Tony Tan Keng Yamen premierem Lee Hsien Loongiem Singapuru. Tematem rozmów były relacje Singapuru z Unią Europejska oraz kontynuacja współpracy obu państw w przemyśle stoczniowym i maszynowym W Laosie premier wziął udział w szczycie Azja Europa (ASEM). Tematem szczytu było o światowych wyzwaniach finansowych, pobudzeniu gospodarki oraz ułatwieniach handlowych i inwestycyjnych. Premier spotkał się z szefami rządów Japonii Yoshihiko Nodą, Tajlandii Yingluck Shinawatrą i Korei Południowej Kim Hwang-sikiem. Rozmowy dotyczyły współpracy między Polską a krajami azjatyckimi.                                  | |
| 127                                     | 13 listopada 2012                       | Belgia                                        | Premier wziął udział w spotkaniu szefów państw grupy przyjaciół polityki spójności. Tematem był budżet unijny na lata 2014–2020. Premier spotkał z najważniejszymi osobami Unii Europejskiej oraz szefem rządu Portugalii Pedro Passosem Coelho | |
| 128                                     | 14–15 listopada 2012                    | Niemcy Belgia                                 | Konsultacje polsko-niemieckie w Berlinie. Spotkanie z Kanclerz Niemiec Angelą Merkel. Tematem rozmów była współpraca obustronna oraz negocjacje dotyczące budżetu Unii Europejskiej na lata 2014–2020 W Brukseli spotkanie z przewodniczącym Rady Europejskiej Hermanem Van Rompuy’em, Przewodniczącym Komisji Europejskiej Jose M. Barroso i Przewodniczącym Parlamentu Europejskiego Martinem Schulzem. Rozmowy dotyczyły nowego budżetu unijnego na lata 2014–2020 | Premierowi w Berlinie towarzyszyli ministrowie: finansów Jan Vincent Rostowski, spraw zagranicznych Radosław Sikorski, obrony narodowej Tomasz Siemoniak, spraw wewnętrznych Jacek Cichocki, nauki i szkolnictwa wyższego Barbara Kudrycka, transportu Sławomir Nowak i kultury Bogdan Zdrojewski |
| 129                                     | 22–23 listopada 2012                    | Belgia Unia Europejska                        | Posiedzenie Komisji Europejskiej było poświęcone negocjacjom budżetu Unii Europejskiej na lata 2014–2020. Premier spotkał się z przewodniczącym Rady Europejskiej Hermanem Van Rompuy’em | Premierowi towarzyszył minister finansów Jan Vincent Rostowski |
| 130                                     | 13–14 grudnia 2012                      | Belgia Unia Europejska                        | Posiedzenie Komisji Europejskiej było poświęcone budżetu Unii Europejskiej na rok 2013 | |
| 131                                     | 28 stycznia 2013                        | Francja                                       | Premier spotkał się z prezydentem Francji François Hollande’em Tematem spotkania był unijny budżet i obustronne relacje. | |
| 132                                     | 6–8 lutego 2013                         | Luksemburg Belgia Unia Europejska             | Premier spotkał się z premierem Luksemburga Jean-Claude’em Junckerem. Tematem rozmowy były negocjacje dotyczące wieloletniego budżetu Unii Europejskiej. Szef polskiego rządu odebrał nagrodę „Zasłużony dla Europy” W Brukseli posiedzenie Komisji Europejskiej było poświęcone negocjacjom budżetu Unii Europejskiej na lata 2014–2020 | Premierowi towarzyszyli ministrowie: finansów Jan Vincent Rostowski i rolnictwa Stanisław Kalemba |
| 133                                     | 5–6 marca 2013                          | Niemcy                                        | Premier wspólnie z Kanclerz Niemiec Angelą Merkel wziął udział w otwarciu międzynarodowych targów nowych innowacyjnych technologii przemysłowych w Hannoverze | Premierowi towarzyszył wicepremier, minister gospodarki Janusz Piechociński |
| 134                                     | 11 marca 2013                           | Estonia                                       | Spotkanie z prezydentem Estonii Toomasem Hendrik Ilvesem i premierem Andrusem Ansipem dotyczyło współpraca regionalna m.in. w dziedzinie energetyki i transportu oraz poruszono kwestie polityki bezpieczeństwa | |
| 135                                     | 14–15 marca 2013                        | Belgia Unia Europejska                        | Posiedzenie Komisji Europejskiej było poświęcone reformie unii gospodarczej oraz walutowej i stosunkom zewnętrznym w Unii Europejskiej | |
| 136                                     | 27 marca 2013                           | Słowacja                                      | Polsko-słowackie konsultacje międzyrządowe, których przedmiotem była współpraca w zakresie energetyki i transportu. | |
| 137                                     | 10–13 kwietnia 2013                     | Nigeria                                       | Spotkanie z prezydentem Nigerii Goodlackiem Jonathanem dotyczyło współpracy gospodarczej, wymiany handlowej. Premier otworzył polsko-nigeryjskie forum gospodarcze. Odwiedził także nigeryjską szkołę, która korzysta z polskiej pomocy. | |
| 138                                     | 21–22 kwietnia 2013                     | Niemcy                                        | Premier wziął udział w oficjalnej prezentacji książki biograficznej „Angela Merkel – kanclerz i jej świat”. Szef polskiego rządu uczestniczył w debacie Tusk–Merkel, której tematem była przyszłość Europy | |
| 139                                     | 22 maja 2013                            | Belgia Unia Europejska                        | Posiedzenie Komisji Europejskiej było poświęcone tematyce bezpieczeństwa energetyki | |
| 140                                     | 7 czerwca 2013                          | Portugalia                                    | Szef polskiego rządu spotkał się w Lizbonie z premierem Portugalii Pedro Passosem Coelho Tematem spotkania było walka z kryzysem gospodarczym w Unii Europejskiej | |
| 141                                     | 10 czerwca 2013                         | Serbia                                        | Spotkanie z prezydentem Serbii Tomislavem Nikoliciem i premierem Ivicą Dacziciem dotyczyło współpracy gospodarczej i politycznej obu państw oraz integracji Serbii z Unią Europejską | |
| 142                                     | 27–28 czerwca 2013                      | Belgia Unia Europejska                        | Posiedzenie Komisji Europejskiej było poświęcone tematyce zwalczania bezrobocia wśród młodych ludzi oraz zakończenie sporu z Parlamentem Europejskim w sprawie nowego budżetu Unii Europejskiej. Poruszono temat także otwarcia negocjacji akcesyjnych członkostwa Serbii w Unii Europejskiej | |
| 143                                     | 30 czerwca 2013                         | Chorwacja                                     | Uroczystości w Zagrzebiu związane z wejściem Chorwacji do Unii Europejskiej | |
| 144                                     | 3 lipca 2013                            | Niemcy                                        | Premier wziął udział w szczycie, którego tematem było duże bezrobocie w Europie wśród młodych ludzi | Premierowi towarzyszył minister pracy i polityki społecznej Władysław Kosiniak-Kamysz |
| 145                                     | 14–15 lipca 2013                        | Hiszpania                                     | Konsultacje polsko-hiszpańskie w Madrycie. Premier spotkał się z szefem hiszpańskiego rządu Mariano Rajoyem. Tematem konsultacji była m.in. współpraca gospodarczo-inwestycyjna obu państw, kryzys gospodarczy oraz przyszłość Unii Europejskiej i polityka energetyczna | Premierowi towarzyszyli: minister pracy i polityki społecznej Władysław Kosiniak-Kamysz, minister transportu Sławomir Nowak i minister spraw wewnętrznych Bartłomiej Sienkiewicz. |
| 146                                     | 14 października 2013                    | Węgry                                         | Premier wziął udział w szczycie państw Grupy Wyszehradzkiej w Budapeszcie. Tematem szczytu była polityka energetyczna oraz listopadowy szczyt Partnerstwa Wschodniego w Wilnie | |
| 147                                     | 15–22 października 2013                 | Południowa Afryka Zambia                      | Spotkanie z prezydentem RPA Jacobem Zumą dotyczyło szerokiej współpracy polityczno-gospodarczej obu państw. Premier wziął udział w forum biznesowym w Johannesburgu. W Zambii premier spotkał się z prezydentem Michaelem Satą oraz wziął udział w forum gospodarczym w Lusace oraz odwiedził dom dziecka prowadzony przez polskich misjonarzy. | Premierowi towarzyszyli ministrowie: nauki Barbara Kudrycka, transportu Sławomir Nowak, rolnictwa Stanisław Kalemba i środowiska Marcin Korolec |
| 148                                     | 24–25 października 2013                 | Belgia Unia Europejska                        | Posiedzenie Komisji Europejskiej było poświęcone gospodarce cyfrowej Unii Europejskiej i Partnerstwu Wschodniemu | |
| 149                                     | 12 listopada 2013                       | Francja                                       | Premier uczestniczył w Paryżu w II konferencji na temat zatrudnienia młodzieży w Europie. Konferencja była poświęcona wymianie doświadczeń i dobrych praktyk dotyczące zwalczania bezrobocia wśród ludzi młodych. | |
| 150                                     | 26 listopada 2013                       | Rumunia                                       | Premier uczestniczył w Bukareszcie w szczycie szefów rządów Chin i państw Europy Środkowo-Wschodniej. Tematem szczytu była współpraca gospodarcza. Premier spotkał się z szefem rządów Chin Li Keqiangiem | |
| 151                                     | 19–20 grudnia 2013                      | Belgia Unia Europejska                        | Posiedzenie Komisji Europejskiej było sytuacji politycznej na Ukrainie, przyszłości Partnerstwa Wschodniego oraz wspólnej polityki bezpieczeństwa i obrony | Premierowi towarzyszył minister obrony narodowej Tomasz Siemoniak |
| 152                                     | 29–30 stycznia 2014                     | Węgry Belgia Francja                          | W Budapeszcie premier wziął udział w spotkaniu szefów rządu państw Grupy Wyszehradzkiej. Tematem spotkania było omówienie sytuacji polityczno-społecznej na Ukrainie. Spotkanie z premierem Węgier Viktor Orbánem dotyczyło także energetyki jądrowej w Budapeszcie. W Brukseli spotkał się z Przewodniczącym Komisji Europejskiej Jose M. Barroso i Przewodniczącym Parlamentu Europejskiego Martinem Schulzem. Rozmowy dotyczyły sytuacji na Ukrainie i wypracowanie wspólnegoo stanowiska Unii Europejskiej w sprawie Ukrainy Premier spotkał się z prezydentem Francji François Hollande’em w sprawie rozwiązania kryzysu politycznego na Ukrainie. | |
| 153                                     | 31 stycznia 2014                        | Niemcy Wielka Brytania                        | W Berlinie spotkanie z Kanclerz Niemiec Angelą Merkel, w Londynie z premierem Wielkiej Brytanii Davidem Cameronem. Rozmowy z szefami rządów obu państw dotyczyły kryzysu politycznego na Ukrainie. | |
| 154                                     | 3 lutego 2014                           | Estonia Szwecja Finlandia                     | W Tallinnie premier spotkał się z szefami rządów Estonii, Łotwy i Litwy. W Sztokholmie spotkanie z premierem Szwecji Fredrikiem Reinfeldtem, a w Helsinkach z szefem fińskiego rządu Jyrkim Katainenem. Wszystkie spotkania dotyczyły tematu rozwiązania kryzysu politycznego na Ukrainie. | |
| 155                                     | 6 lutego 2014                           | Mołdawia                                      | Spotkanie z premierem Mołdwii Iurie Leancą dotyczyło europejskiej perspektywy dla Mołdawii. Poruszono także kwestię kryzysu politycznego na Ukrainie. | |
| 156                                     | 6–7 marca 2014                          | Belgia Unia Europejska Irlandia               | W Brukseli odbyło się nadzwyczajne posiedzenie Komisji UE poświęcone sytuacji politycznej na Ukrainie. W Dublinie premier wziął udział w szczycie Europejskiej Partii Ludowej poświęconym zbliżającym się wyborom do Parlamentu Europejskiego. Premier spotkał się ponadto z byłą premier Ukrainy Julią Tymoszenko | |
| 157                                     | 20–21 marca 2014                        | Belgia Unia Europejska                        | Posiedzenie Komisji Europejskiej poświęcone sytuacji na Ukrainie oraz wypracowaniu sankcji wobec Rosji. | |
| 158                                     | 28 marca 2014                           | Mołdawia                                      | Rozmowy z premierem Iurie Leancą i prezydentem Nicolae Timoftim przewodniczącym mołdawskiego parlamentu Igorem Cormanem dotyczyły unijnej perspektywy Mołdawii oraz współpracy gospodarczej. Premier wziął udział w polsko-mołdawskim forum gospodarczym. | |
| 159                                     | 2 kwietnia 2014                         | Belgia Unia Europejska                        | Szczyt Unia Europejska-Afryka w Brukseli. Tematem szczytu była współpraca gospodarcza. | |
| 160                                     | 23–24 kwietnia 2014                     | Belgia Francja                                | W Brukseli premier spotkał się z przewodniczącym Rady Europejskiej Hermanem Van Rompuy’em zaś w Paryżu spotkanie z prezydentem Francji François Hollande’em. Tematem rozmów było zwiększenie bezpieczeństwa energetycznego Europy | |
| 161                                     | 25 kwietnia 2014                        | Niemcy                                        | W Berlinie spotkanie z Kanclerz Niemiec Angelą Merkel dotyczyło unii energetycznej | |
| 162                                     | 26–27 kwietnia 2014                     | Włochy Watykan                                | W Rzymie spotkanie z premier Włoch Matteo Renzim. Tematem rozmów było omówienie sytuacji na Ukrainie oraz poruszono temat unii energetycznej. W Watykanie premier wziął udział w uroczystościach związanych z kanonizacją papieża Jana Pawła II | |
| 163                                     | 30 kwietnia 2014                        | Hiszpania                                     | Spotkanie z premierem Hiszpanii em dotyczyło unii energetycznej oraz sytuacji na Ukrainie | |
| 164                                     | 15 maja 2014                            | Słowacja                                      | Premier wziął udział w szczycie szefów rządów państw Grupy Wyszehradzkiej w Bratysławie oraz konferencji Globsec poświęconej bezpieczeństwu międzynarodowemu oraz konflikcie na Ukrainie | |
| 165                                     | 17–19 maja 2014                         | Włochy Watykan                                | Premier wziął udział w obchodach 70 rocznicy bitwy o Monte Cassino. Spotkał się z polskimi harcerzami oraz córką generała Władysława Andersa. Spotkanie z papieżem Franciszkiem i sekretarzem stanu kardynałem Pietro Parolinem. Spotkanie z premierem Matteo Renzim. Tematem rozmowy była unia energetyczna oraz sytuacja na Ukrainie | Premierowi towarzyszyła małżonka |
| 166                                     | 21 maja 2014                            | Belgia                                        | Premier spotkał się z przewodniczącym Rady Europejskiej Hermanem Van Rompuy’em. Rozmowa dotyczyła m.in. o polityce energetycznej oraz sytuacji na Ukrainie. Szef polskiego rządu wziął udział w konferencji poświęconej bezpieczeństwu energetycznemu. | |
| 167                                     | 27 maja 2014                            | Belgia Unia Europejska                        | Premier wziął udział w szczycie Komisji Europejskiej, poświęconemu omówieniu sytuacji w Unii po wyborach europarlamentarnych. | |
| 168                                     | 24 czerwca 2014                         | Węgry                                         | Premier wziął udział w szczycie szefów rządów państw Grupy Wyszehradzkiej w Budapeszcie. Tematem rozmów była m.in. polityka bezpieczeństwa i energetyki | |
| 169                                     | 26–27 czerwca 2014                      | Belgia Unia Europejska                        | W Yrpes premier wraz z pozostałymi szefami rządów państw Unii Europejskiej wziął udział w uroczystościach związanych z 100 rocznicą wybuchu I wojny światowej. W Brukseli uczestniczył w posiedzeniu Komisji Europejskiej poświęcone sytuacji na Ukrainie, podpisanie umów stowarzyszeniowych z Gruzją, Mołdawią i Ukrainą oraz polityce energetycznej. Omówiono także plan strategiczny działań Unii Europejskiej. | |
| 170                                     | 9 lipca 2014                            | Niemcy                                        | W Berlinie spotkanie z Kanclerz Niemiec Angelą Merkel było poświęcone aktualnej sytuacji na Ukrainie. Tematem rozmów było najbliższe posiedzenie Komisji Europejskiej dotyczące obsadzie najważniejszych stanowisk w Unii Europejskiej | |
| 171                                     | 16 lipca 2014                           | Belgia Unia Europejska                        | Premier wziął udział w szczycie Komisji Europejskiej poświęconemu wyborze szefów instytucji europejskich. Szef polskiego rządu spotkał się z przyszłym szefem Komisji Europejskiej Jean-Claude’em Junckerem | |
| 172                                     | 30 sierpnia 2014                        | Belgia Unia Europejska                        | Premier wziął udział w szczycie Komisji Europejskiej poświęconemu wyborze szefa Rady Europejskiej oraz szefa europejskiej dyplomacji. | |
| Trzeci rząd Donalda Tuska (2023–)       |                                         |                                               | | |
| 173                                     | 13–15 grudnia 2023                      | Belgia Unia Europejska                        | Premier wziął udział w Szczycie UE–Bałkany Zachodnie oraz w posiedzeniu Rady Europejskiej. | |
| 174                                     | 22 stycznia 2024                        | Ukraina                                       | Spotkanie z prezydentem Wołodymyrem Zełenskim i premierem Denysem Szmyhalem. Tematem rozmów było omówienie bieżącej sytuacji w Ukrainie oraz dwustronnej współpracy w zakresie obronności. Donald Tusk wziął również udział w wydarzeniach związanych z obchodami Dnia Jedności Ukrainy. | |
| 175                                     | 31 stycznia–1 lutego 2024               | Belgia Unia Europejska                        | Premier wziął udział w uroczystości upamiętniającej zmarłego byłego przewodniczącego Komisji Europejskiej Jacquesa Delorsa oraz w nadzwyczajnym posiedzeniu Rady Europejskiej. | |
| 176                                     | 12 lutego 2024                          | Francja Niemcy                                | Spotkanie premiera Donalda Tuska z prezydentem Emmanuelem Macronem w Pałacu Elizejskim i z kanclerzem Niemiec Olafem Scholzem w Berlinie. Tematem rozmów były kwestie bezpieczeństwa. | |
| 177                                     | 27 lutego 2024                          | Czechy                                        | Premier Donald Tusk wziął udział w spotkaniu Premierów państw Grupy Wyszehradzkiej w Pradze. Głównym tematem rozmów była rosyjska agresja na Ukrainę oraz unijny Zielony Ład. Odbył też rozmowę z prezydentem Czech Peterem Pavlem. | |
| 178                                     | 4 marca 2024                            | Litwa                                         | Premier Donald Tusk spotkał się z premier Litwy Ingridą Šimonytė oraz prezydentem Litwy Gitanasem Nausėdą. Głównym tematem rozmów była rosyjska agresja na Ukrainę.. | |
| 179                                     | 7 marca 2024                            | Rumunia                                       | Wizyta premiera Donalda Tuska w Bukareszcie. Spotkanie z premierem Marcelem Ciolacu oraz z prezydentem Klausem Iohannisem. Udział w European People’s Party Congress. | |
| 180                                     | 11–12 marca 2024                        | Stany Zjednoczone                             | Wizyta premiera Donalda Tuska w Waszyngtonie. Spotkanie w Białym Domu z prezydentem USA Joe Bidenem. Tematem rozmów była współpraca w zakresie obronności i sytuacja na Ukrainie. | Premierowi towarzyszył prezydent Andrzej Duda i minister spraw zagranicznych Radosław Sikorski. |
| 181                                     | 15 marca 2024                           | Niemcy                                        | Wizyta premiera Donalda Tuska w Berlinie. Spotkanie z kanclerzem Niemiec Olafem Scholzem i prezydentem Emmanuelem Macronem w ramach Trójkąta Weimarskiego. Tematem rozmów była współpraca w zakresie obronności i sytuacja na Ukrainie. | |
| 182                                     | 21–22 marca 2024                        | Belgia Unia Europejska                        | Udział premiera w I szczycie Energii Jądrowej oraz w nadzwyczajnym posiedzeniu Rady Europejskiej. Spotkanie z przywódcami państw nordyckich, bałtyckich i Irlandii oraz Sekretarzem Generalnym ONZ António Guterresem. | |
| 183                                     | 17-18 kwietnia 2024                     | Belgia Unia Europejska                        | Udział premiera w nieformalnym posiedzeniu Rady Europejskiej. Spotkanie z prezydentem Ukrainy Wołodymyrem Zełeńskim oraz z przewodniczącą Parlamentu Europejskiego Robertą Metsolą. | |
| 184                                     | 17 czerwca 2024                         | Belgia Unia Europejska                        | Udział premiera w spotkaniu koordynacyjnym NBIP8 i nieformalnym posiedzeniu Rady Europejskiej, poświęconemu wyborowi szefów instytucji europejskich. | |
| 185                                     | 18 czerwca 2024                         | Luksemburg                                    | Spotkanie premiera Donalda Tuska z premierem Lucem Friedenem na zamku Senningen w Luksemburgu. Rozmowy dotyczyły relacji dwustronnych oraz bieżących spraw politycznych i międzynarodowych. | |
| 186                                     | 27 czerwca 2024                         | Belgia Unia Europejska                        | Udział premiera w posiedzeniu Rady Europejskiej, poświęconemu wyborowi szefów instytucji europejskich oraz kwestiom obronności i współpracy z Ukrainą. | |
| 187                                     | 18 lipca 2024                           | Wielka Brytania                               | Premier Donald Tusk wziął w Londynie udział w spotkaniu Europejskiej Wspólnoty Politycznej oraz grupy roboczej Defending and Securing Democracy. Spotkanie z premierem Wielkiej Brytanii Keirem Starmerem i królem Zjednoczonego Królestwa Karolem III. | |
| 188                                     | 4 września 2024                         | Mołdawia                                      | Wizyta premiera Donalda Tuska w Kiszyniowie, gdzie spotkał się z prezydent Maią Sandu i szefem rządu Dorinem Receanem. Rozmowy dotyczyły procesu akcesyjnego Mołdawii do UE i współpracy gospodarczej. Premier wygłosił także przemówienie podczas nadzwyczajnej sesji Parlamentu Republiki Mołdawii. | |
| 189                                     | 9 października 2024                     | Czechy                                        | 9. polsko-czeskie konsultacje międzyrządowe, którym przewodniczyli Donald Tusk oraz premier Czech Petr Fiala. Obrady dotyczyły współpracy gospodarczej i energetycznej oraz nowych rozwiązań w europejskiej polityce migracyjnej. | |
| 190                                     | 17–18 października 2024                 | Belgia Unia Europejska                        | Udział premiera Donalda Tuska w posiedzeniu Rady Europejskiej, poświęconemu sprawom migracji, wojny w Ukrainie i sytuacji na Bliskim Wschodzie. | |
| 191                                     | 23–24 października 2024                 | Serbia                                        | Wizyta premiera Donalda Tuska w Belgradzie, gdzie spotkał się z prezydentem Aleksandarem Vučiciem i premierem Milošem Vučeviciem. Konsultacje dotyczyły rozmów akcesyjnych z UE oraz współpracy gospodarczej i obronnej. Premier spotkał się również z przebywającym z wizytą w Serbii szefem greckiego rządu Kyriakosem Mitsotakisem. | |
| 192                                     | 7–8 listopada 2024                      | Węgry                                         | Udział premiera Donalda Tuska w otwarciu sesji plenarnej Europejskiej Wspólnoty Politycznej w Budapeszcie. Premier wziął również udział w obradach nieformalnego posiedzenia Rady Europejskiej oraz sesji grupy roboczej dot. migracji. Odbył dwustronne spotkania z premierem Wielkiej Brytanii Keirem Starmerem oraz prezydentem Republiki Francuskiej Emmanuelem Macronem. | |
| 193                                     | 27–28 listopada 2024                    | Królestwo Szwecji                             | Udział premiera Donalda Tuska w specjalnym szczycie szefów rządów państw nordyckich i bałtyckich w tzw. formacie NB8 w Harpsund. Spotkanie z premierem Szwecji Ulfem Kristerssonem w ramach dwustronnych konsultacji polsko-szwedzkich oraz podpisanie nowego porozumienia o partnerstwie strategicznym. Donald Tusk spotkał się także z Premierem Norwegii Jonasem Gahr Størem. | |
| 194                                     | 17 grudnia 2024                         | Ukraina                                       | Wizyta premiera Donalda Tuska we Lwowie. Spotkanie z prezydentem Wołodymyrem Zełenskim. Tematem rozmów było omówienie bieżącej sytuacji w Ukrainie, dwustronnej współpracy w zakresie obronności oraz perspektywy rozmów akcesyjnych Ukrainy do UE i NATO. | |
| 195                                     | 18–19 grudnia 2024                      | Belgia Unia Europejska                        | Udział premiera Donalda Tuska w szczycie przywódców Unii Europejskiej i państw Bałkanów Zachodnich, dotyczącym przyspieszenie procesu akcesyjnego do UE krajów regionu oraz posiedzeniu Rady Europejskiej poświęconemu sytuacji w Ukrainie, na Bliskim Wschodzie oraz polityce migracyjnej. Premier spotkał się także z pracownikami stałego przedstawicielstwa RP przy UE. | |
| 196                                     | 14 stycznia 2025                        | Finlandia                                     | Premier Donald Tusk wziął udział w Baltic Sea NATO Allies Summit w Helsinkach. Premier spotkał się również z Prezydentem Finlandii Alexandrem Stubbem, Premierem Estonii Kristenem Michalem, sekretarzem generalnym NATO Markiem Rutte, wiceprzewodniczącą Komisji Europejskiej Henną Virkkunen. | |
| 197                                     | 22 stycznia 2025                        | Francja Unia Europejska                       | Premier Donald Tusk wziął udział w sesji Parlamentu Europejskiego w Strasburgu, gdzie zaprezentował priorytety polskiej prezydencji. | |
| 198                                     | 22 stycznia 2025                        | Norwegia                                      | Wizyta premiera Donalda Tuska w Oslo, gdzie spotkał się z szefem norweskiego rządu Jonasem Gahr Støre. Rozmowy dotyczyły współpracy Unii Europejskiej z Norwegią oraz bezpieczeństwo w regionie w kontekście wojny w Ukrainie. | |
| 199                                     | 3 lutego 2025                           | Belgia Unia Europejska                        | Udział premiera Donalda Tuska w nieformalnym spotkaniu przywódców UE. | |
| 200                                     | 17 lutego 2025                          | Francja                                       | Udział premiera w nieformalnym spotkaniu przywódców europejskich w Paryżu na temat sytuacji w Ukrainie i bezpieczeństwa w Europie. W spotkaniu uczesticzyli również szefowie rządów Niemiec, Wielkiej Brytanii, Włoch, Hiszpanii, Holandii i Danii, a także z przewodniczący Rady Europejskiej, przewodniczącą Komisji Europejskiej i sekretarz generalny NATO. | |
| 201                                     | 2 marca 2025                            | Wielka Brytania                               | Udział premiera w spotkaniu liderów państw zachodnich w sprawie Ukrainy. | |
| 202                                     | 6 marca 2025                            | Belgia Unia Europejska                        | Udział Prezesa Rady Ministrów w nadzwyczajnym posiedzeniu Rady Europejskiej. | |
| 203                                     | 12 marca 2025                           | Turcja                                        | Spotkanie z prezydentem Turcji Recepem Tayyipem Erdoğanem. Głównymi tematami rozmów były wojna w Ukrainie, współpraca sojusznicza i relacje dwustronne w wymiarze politycznym i gospodarczym oraz współpraca na linii Turcja-UE. | |
| 204                                     | 20–21 marca 2025                        | Belgia Unia Europejska                        | Udział w szczycie Rady Europejskiej dotyczącym deregulacji, dozbrojenia Europy i migracji. | |
| 205                                     | 26–27 marca 2025                        | Francja                                       | Udział w spotkaniu przywódców państw dotyczącym pokoju i bezpieczeństwa Ukrainy. Premier odbył również spotkanie z prezydentem Republiki Francuskiej Emmanuelem Macronem. | |
| 206                                     | 5 maja 2025                             | Królestwo Niderlandów                         | Premier Donald Tusk wziął udział w obchodach Dnia Wyzwolenia Holandii, podczas których wygłosił przemówienie. Spotkał się również z Królem Niderlandów Wilhelmem Aleksandrem oraz szefem rządu Dickiem Schoofem. | |

### Nieoficjalne wizyty
| Lp. | Data wizyty         | Państwo            | Szczegóły | Inne informacje |
| --- | ------------------- | ------------------ | --- | --- |
| 1   | 19 grudnia 2007     | Irak               | Spotkanie z polskimi żołnierzami przebywającymi w Iraku. | |
| 2   | 8 sierpnia 2008     | Czechy             | Spotkanie z premierem Mirkiem Topolankiem na miejscu wypadku pociągu Praga – Kraków. | |
| 3   | 22–23 sierpnia 2008 | Afganistan         | Spotkanie z dowództwem sił ISAF i żołnierzami z Polskiego Kontyngentu Wojskowego | Premierowi towarzyszyli m.in. minister obrony narodowej Bogdan Klich i Szef Sztabu Generalnego Wojska Polskiego Generał Franciszek Gągor.   |
| 4   | 15 sierpnia 2009    | Afganistan         | Spotkanie z żołnierzami z Polskiego Kontyngentu Wojskowego w Ghanzi. Wizyta premiera z okazji święta Wojska Polskiego | |
| 5   | 10 kwietnia 2010    | Rosja              | Spotkanie z szefem rządu Federacji Rosyjskiej Władimirem Putinem w Smoleńsku na miejscu katastrofy lotniczej. | Polskiemu premierowi towarzyszyli wicepremier Waldemar Pawlak i minister obrony narodowej Bogdan Klich.                                     |
| 6   | 26 września 2010    | Niemcy             | Premier udał się na miejsce wypadku polskiego autokaru w okolicach Berlina. Spotkał się także z kanclerz Angelą Merkel. | Polskiemu premierowi towarzyszyła minister zdrowia Ewa Kopacz.                                                                              |
| 7   | 22 grudnia 2011     | Afganistan         | Premier odwiedził żołnierzy w polskiej bazie w Ghanzi. Uczestniczył w ceremonii pożegnania pięciu tragicznie zmarłych żołnierzy. | |
| 8   | 11 listopada 2012   | Kosowo             | Premier odwiedził żołnierzy i funkcjonariuszy służących w misjach międzynarodowych w Kosowie z okazji Dnia Niepodległości. | Premierowi towarzyszył minister obrony narodowej Tomasz Siemoniak                                                                           |
| 9   | 17 kwietnia 2013    | Wielka Brytania    | Premier wziął udział w uroczystościach pogrzebowych byłej premier Wielkiej Brytanii Margaret Thatcher | Premierowi towarzyszył minister finansów Jacek Rostowski, minister spraw zagranicznych Radosław Sikorski oraz były prezydent RP Lech Wałęsa |
| 10  | 14 listopada 2024   | Republika Słowacka | Spotkanie Donalda Tuska z premierem Słowacji Robertem Fico w Tatrzańskiej Jaworzynie przy granicy słowacko-polskiej. Tematem była zbliżająca się polska prezydencja w Radzie UE, rezultat wyborów prezydenckich w USA i sytuacja w Ukrainie. | |

### Wizyty odwołane
| Lp. | Spodziewana data wizyty | Państwo           | Szczegóły                                                      | Powód                                                            |
| --- | ----------------------- | ----------------- | -------------------------------------------------------------- | ---------------------------------------------------------------- |
| 1   | 13 kwietnia 2010        | Stany Zjednoczone | Udział w szczycie ds. bezpieczeństwa jądrowego w Waszyngtonie. | Żałoba narodowa po katastrofie w Smoleńsku.                      |
| 2   | 17 grudnia 2023         | Estonia           | Udział w spotkaniu z przywódcami państw bałtyckich w Talinie.  | Pozytywny wynik testu na Covid-19 estońskiej premier Kai Kallas. |

## Galeria zdjęć

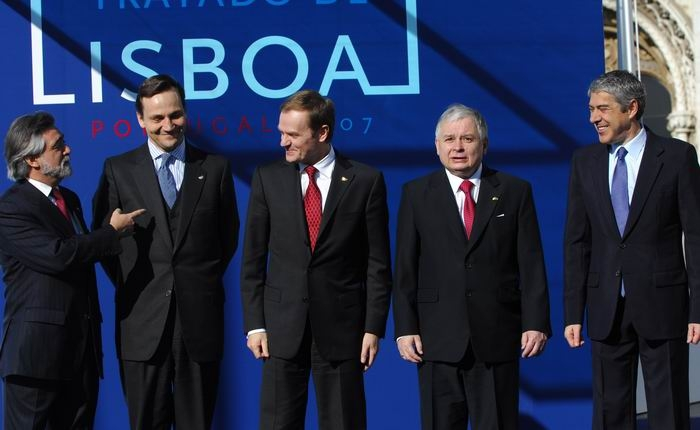
Od lewej: ministrowie spraw zagranicznych Portugalii i Polski premier Tusk, prezydent Kaczyński i premier Portugalii, Lizbona 2007
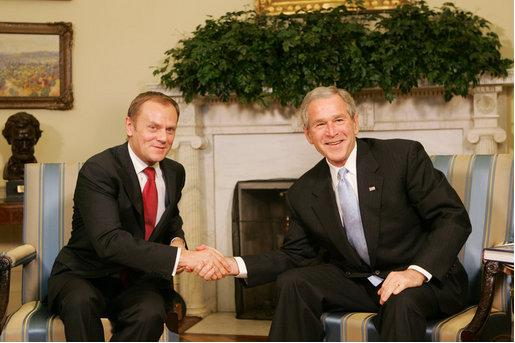
Spotkanie przywódców Polski i Stanów Zjednoczonych: Donalda Tuska i George’a Busha
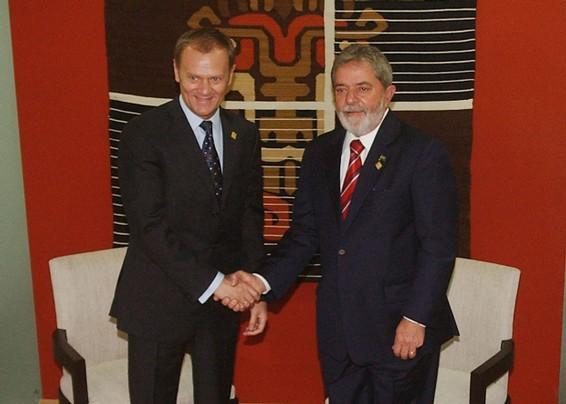
Premier Tusk podczas spotkania z prezydentem Brazylii Lulą da Silvą
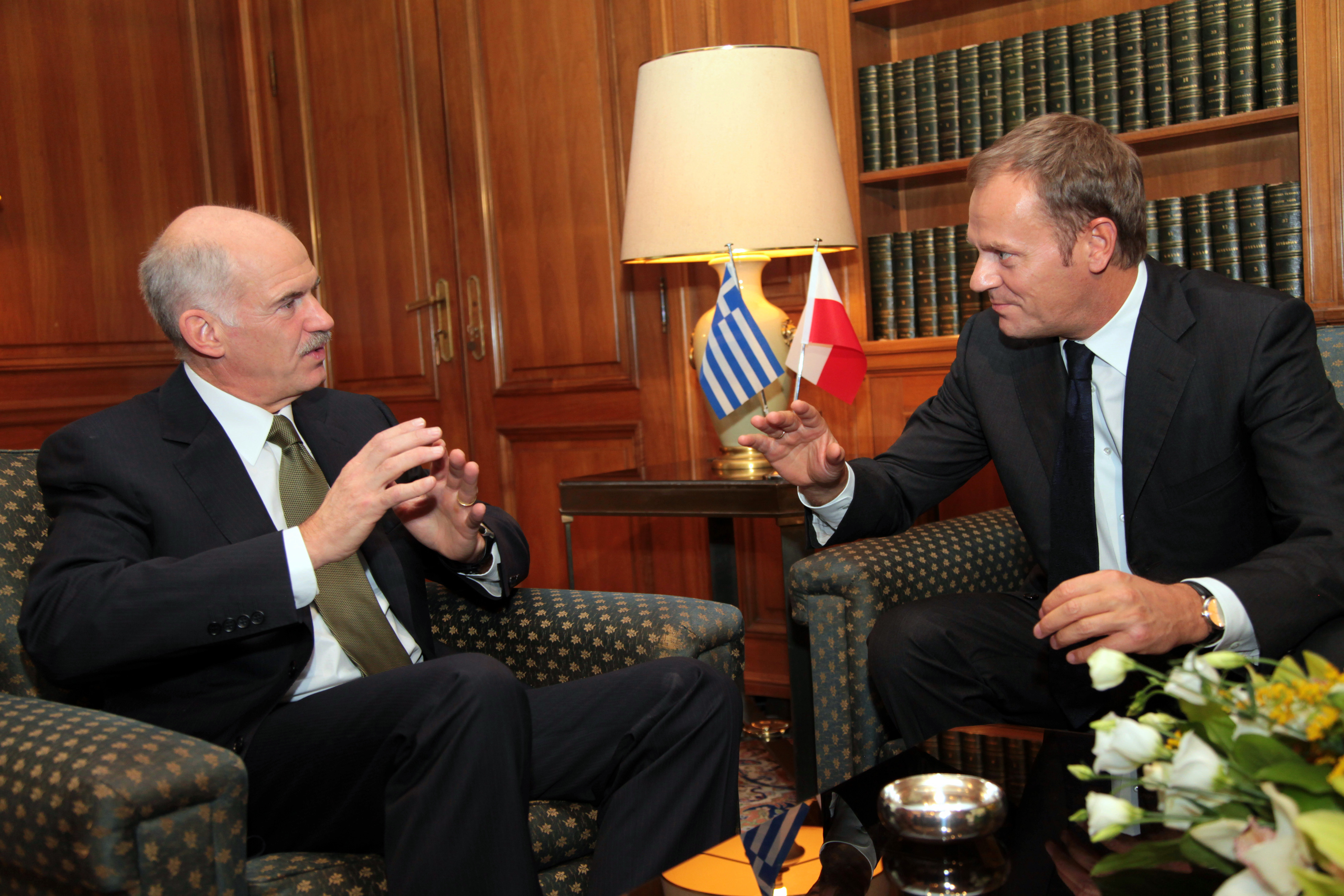
Premier Tusk podczas wizyty w Grecji
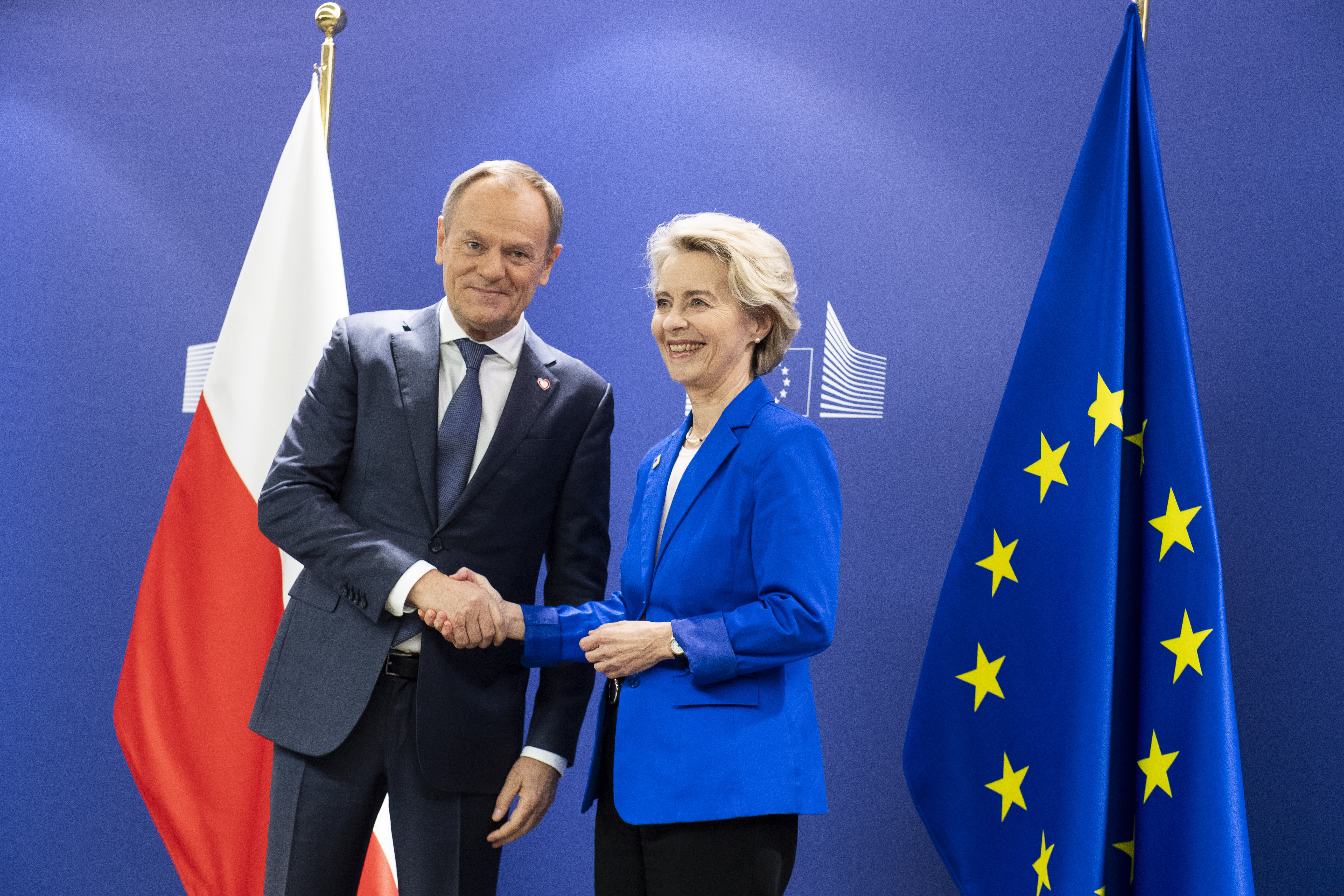
Donald Tusk podczas spotkania w Brukseli z szefową Komisji Europejskiej Ursulą von der Leyen (2023).
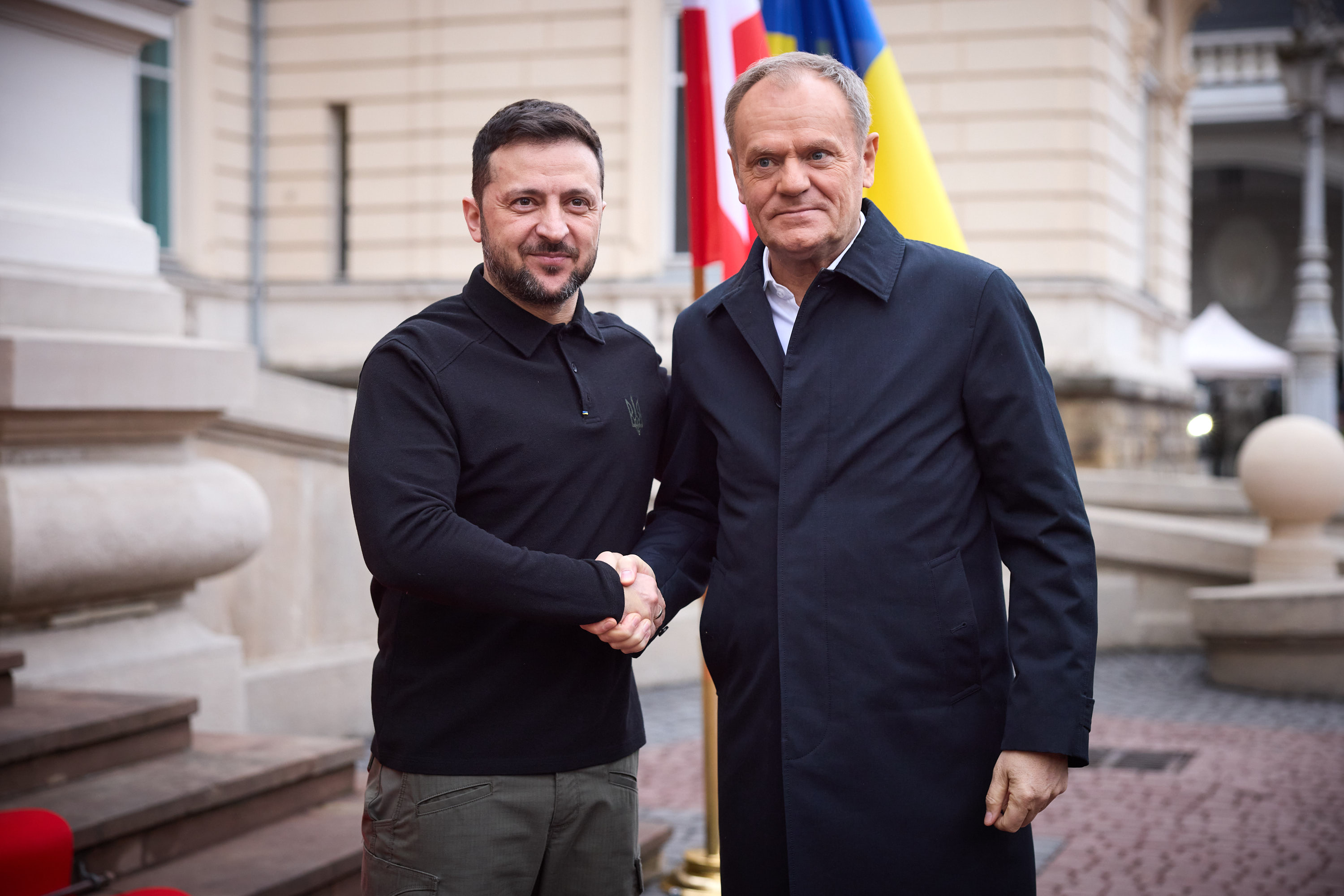
Spotkanie z prezydentem Ukrainy Wołodymirem Zełenskim (2024).
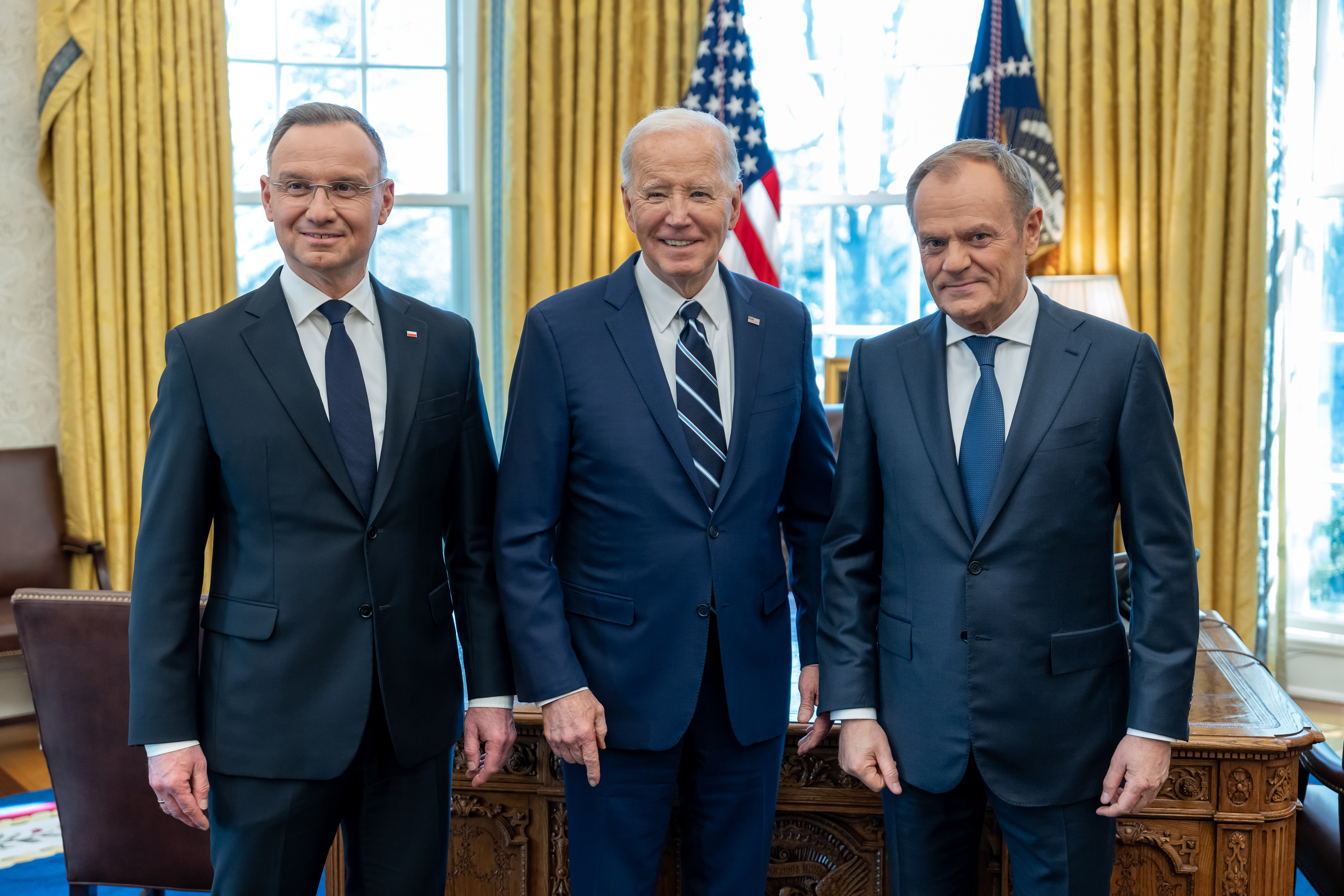
Spotkanie Donalda Tuska i Andrzeja Dudy z prezydentem USA Joe Bidenem (2024)
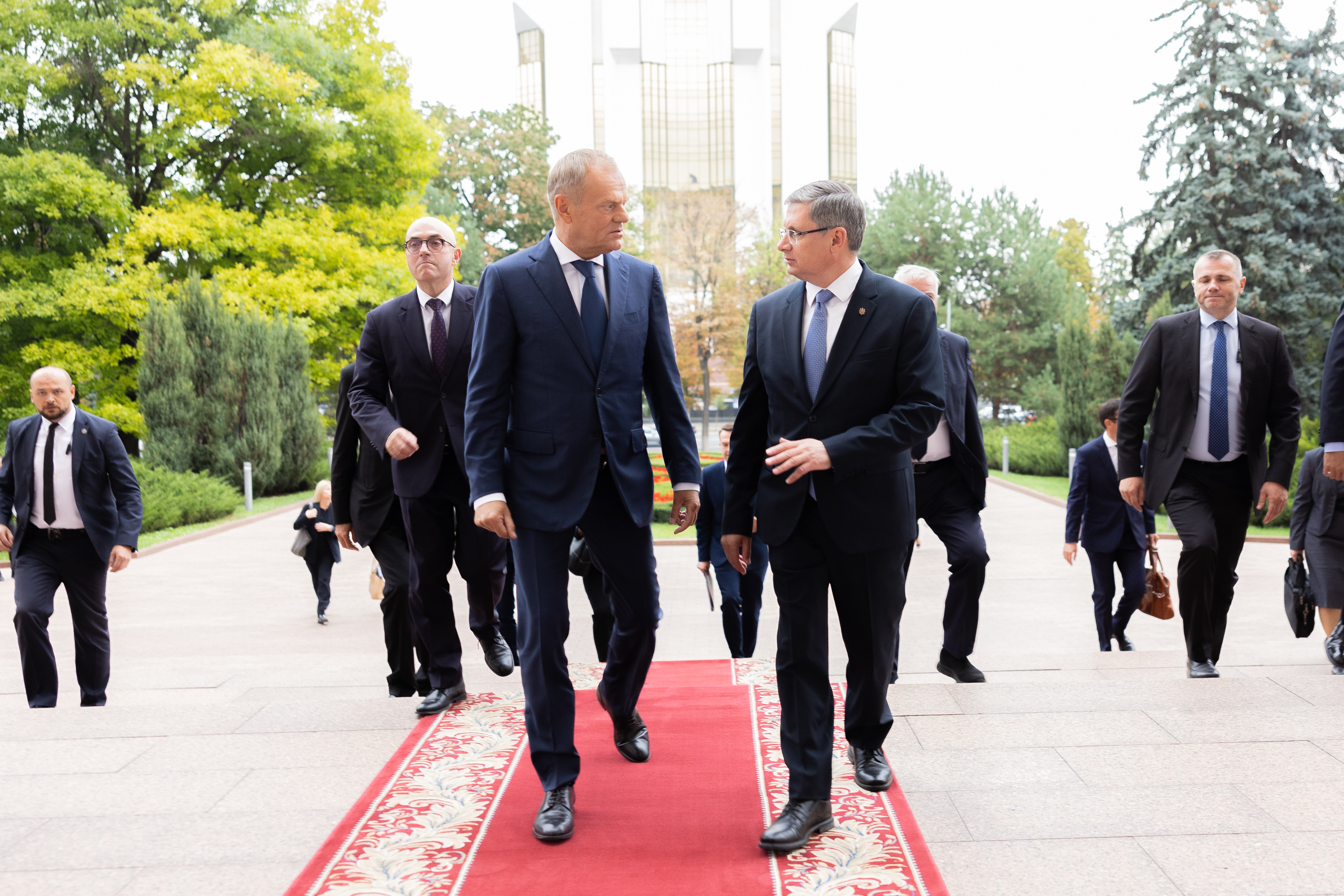
Premier Tusk podczas wizyty w Mołdawii (2024).